# Polskie zamki i twierdze

## B
- Baligród

- Babice
- Baranów Sandomierski
- Barciany
- Barczewo
- Bardo
- Bartoszyce
- Barwałd
- Bąkowiec
- Bełżyce
- Besiekiery
- Bezławki
- Będzin, województwo śląskie
- Biała
- Biecz, województwo małopolskie

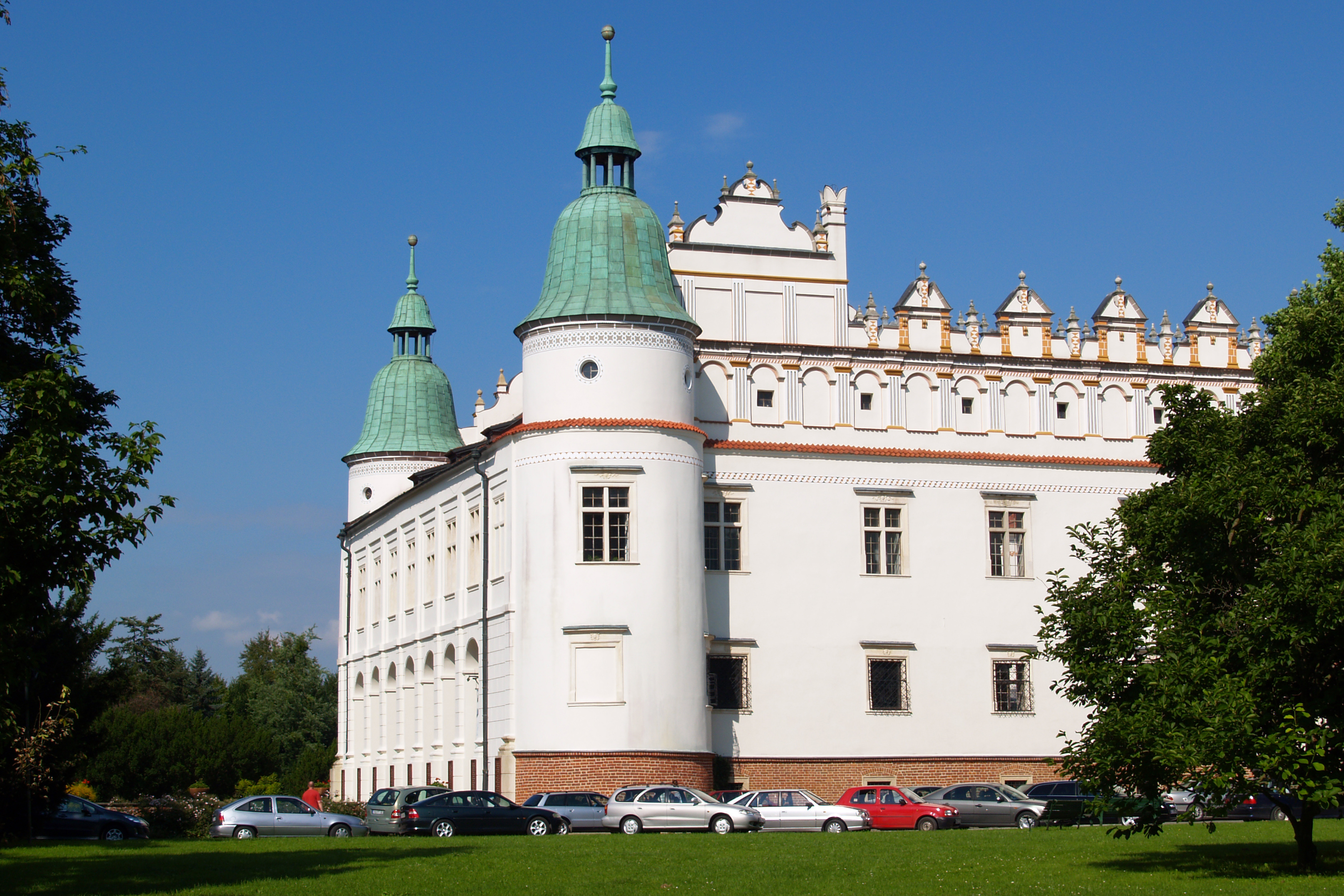
Baranów Sandomierski

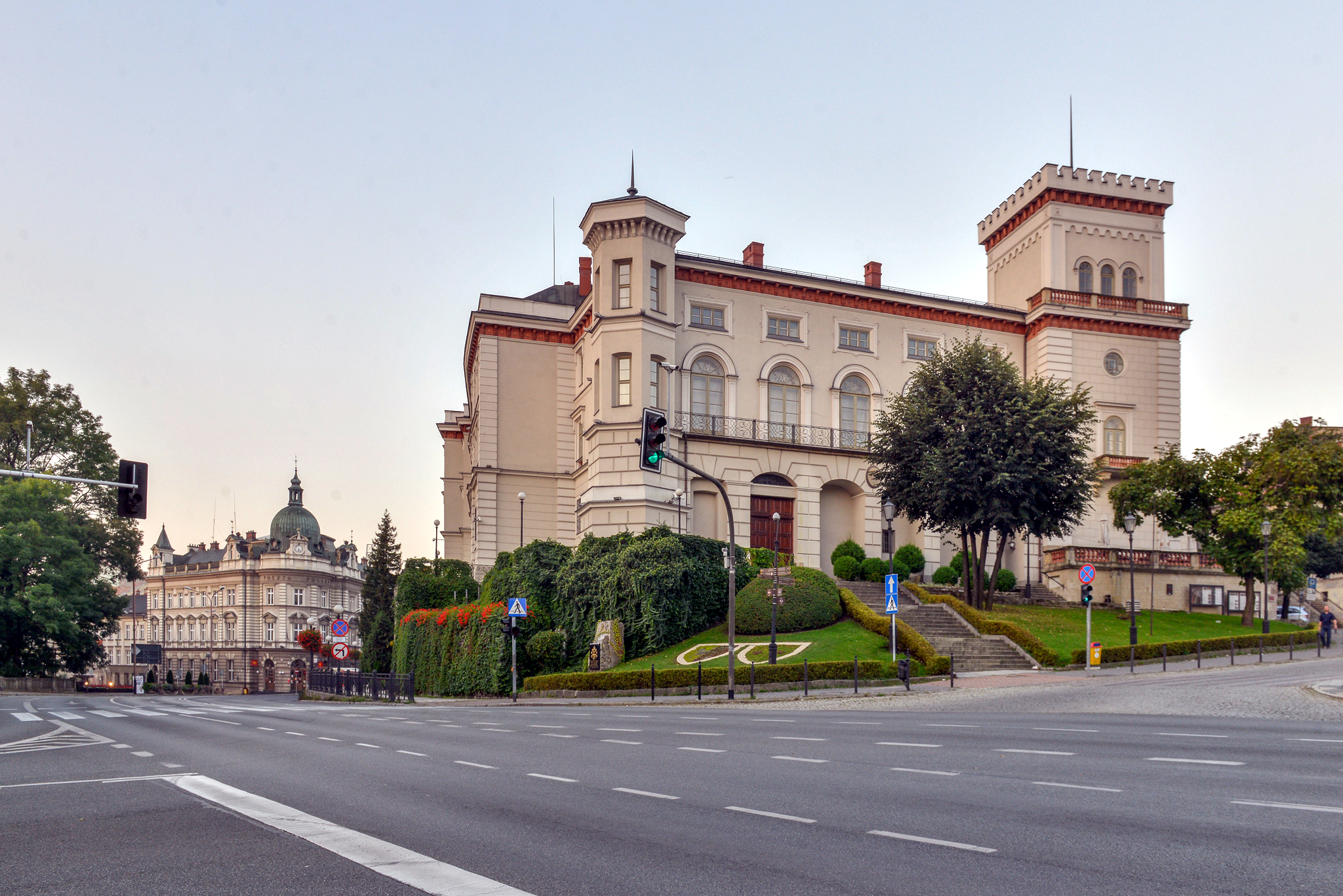
Zamek książąt Sułkowskich w Bielsku-Białej

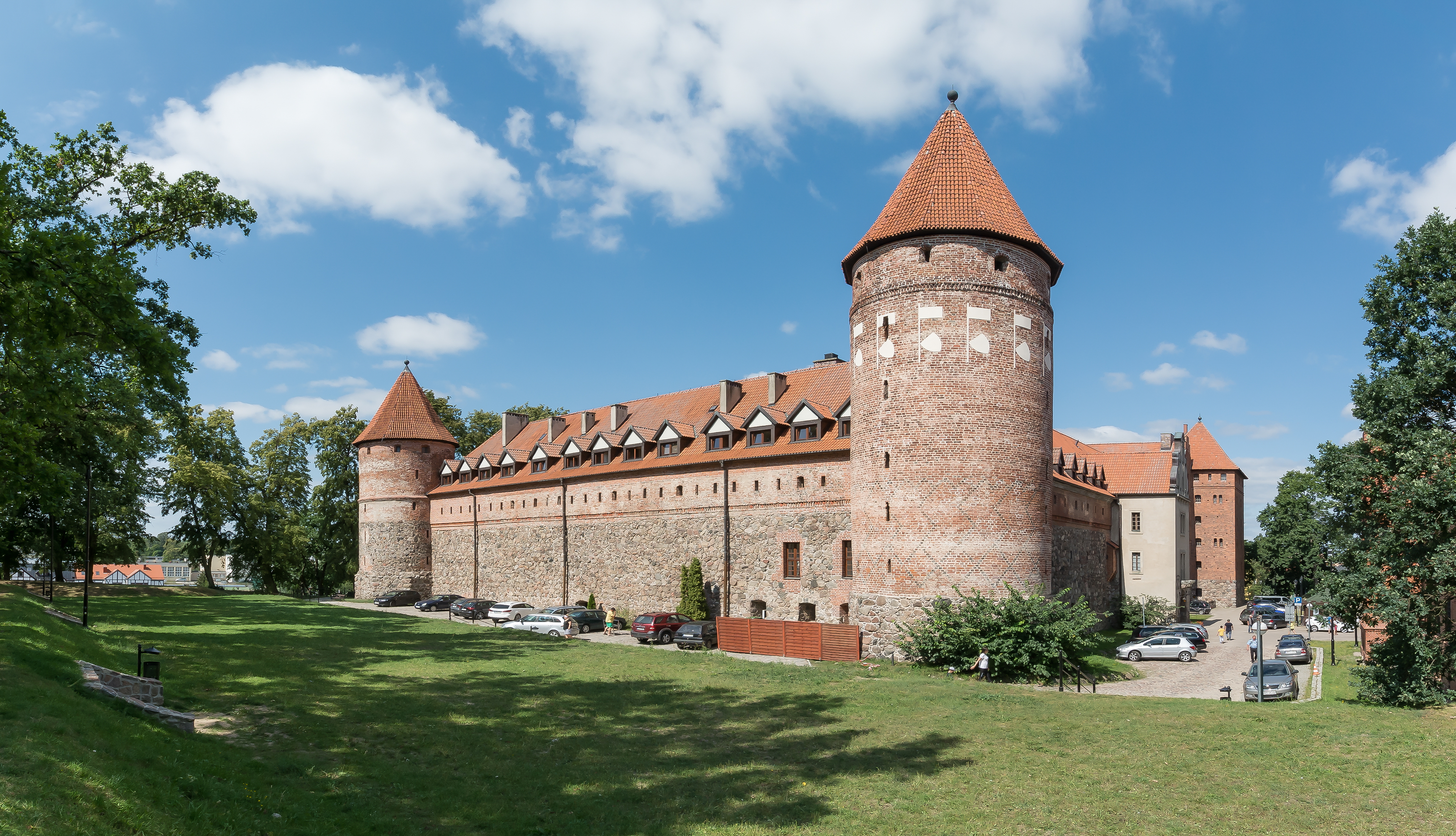
Zamek w Bytowie

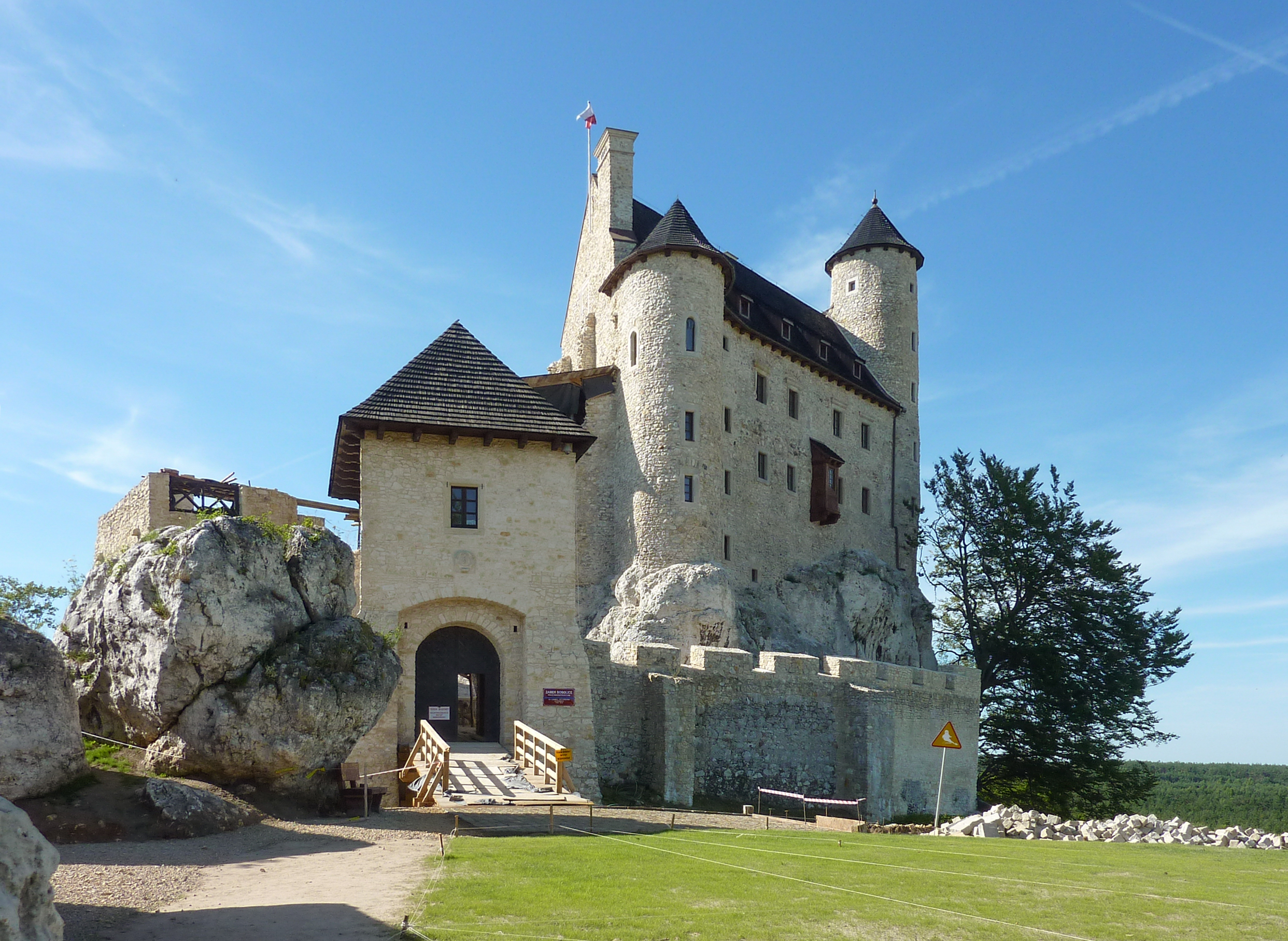
Zamek Bobolice

- Bielsko-Biała, Zamek książąt Sułkowskich
- Bierzgłowo, Zamek Bierzgłowski, województwo kujawsko-pomorskie
- Bircza
- Bobolice
- Bobrowniki
- Bodzentyn
- Bolczów, województwo dolnośląskie
- Bolków – Zamek w Bolkowie, województwo dolnośląskie
- Borysławice Zamkowe, województwo wielkopolskie
- Bratian
- Brodnica – Zamek w Brodnicy, województwo kujawsko-pomorskie
- Broniszów, województwo lubuskie
- Brzeg – Zamek Piastów Śląskich w Brzegu
- Brześć Kujawski
- Bugaj
- Bydgoszcz
- Bydlin
- Bytów

## C
- Chęciny

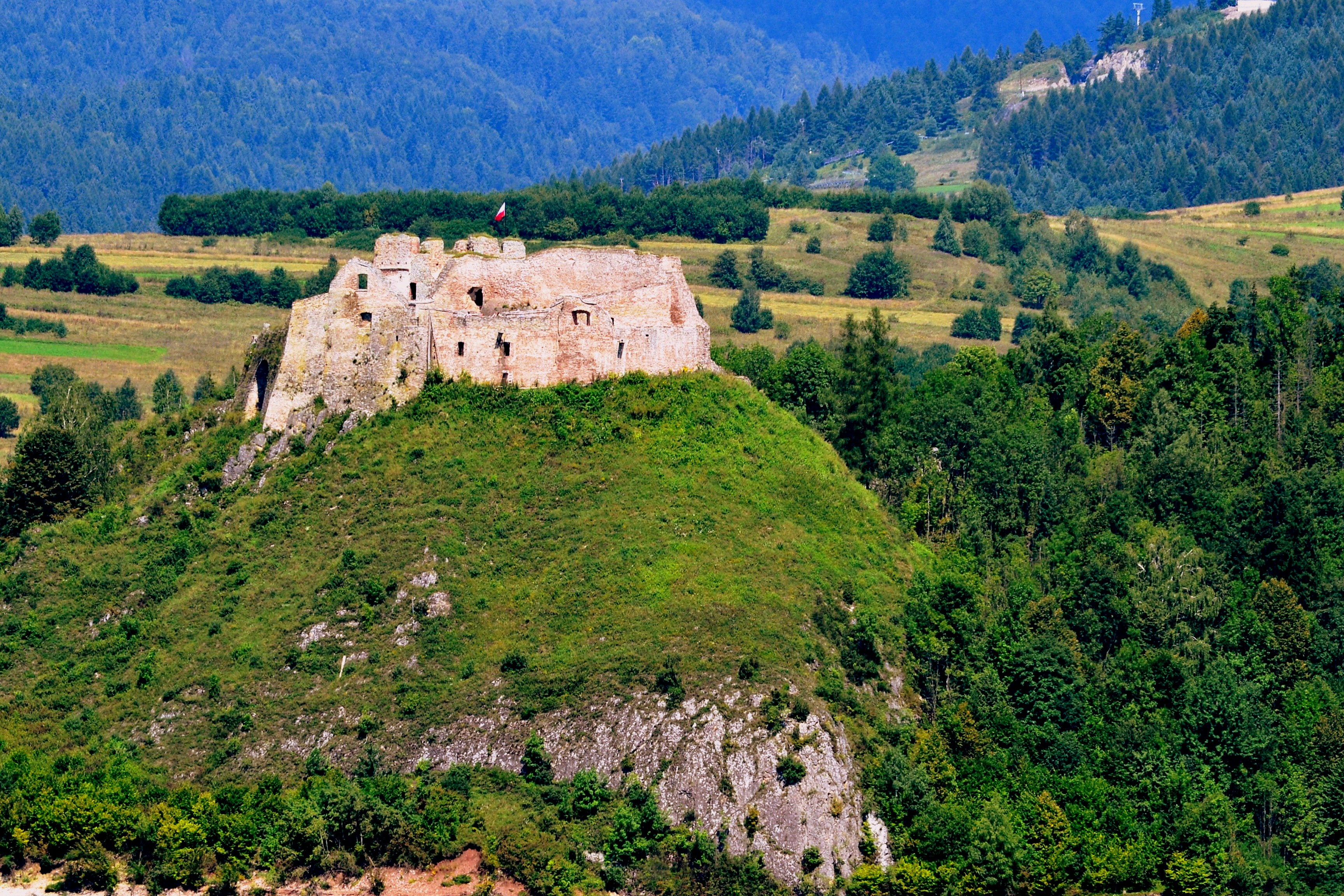
Czorsztyn

- Chobienia, województwo dolnośląskie
- Zamek Chojnik
- Chojnów
- Chrzelice
- Cieszyn
- Cisy województwo dolnośląskie
- Czarne
- Czemierniki
- Czernina Dolna, województwo dolnośląskie
- Czersk – Zamek książąt mazowieckich w Czersku
- Człuchów
- Czocha
- Czorsztyn
- Czudec, województwo podkarpackie

## D
- Darłowo
- Dębno
- Dobczyce, województwo małopolskie
- Drzewica, województwo łódzkie
- Dybów – Zamek Dybów

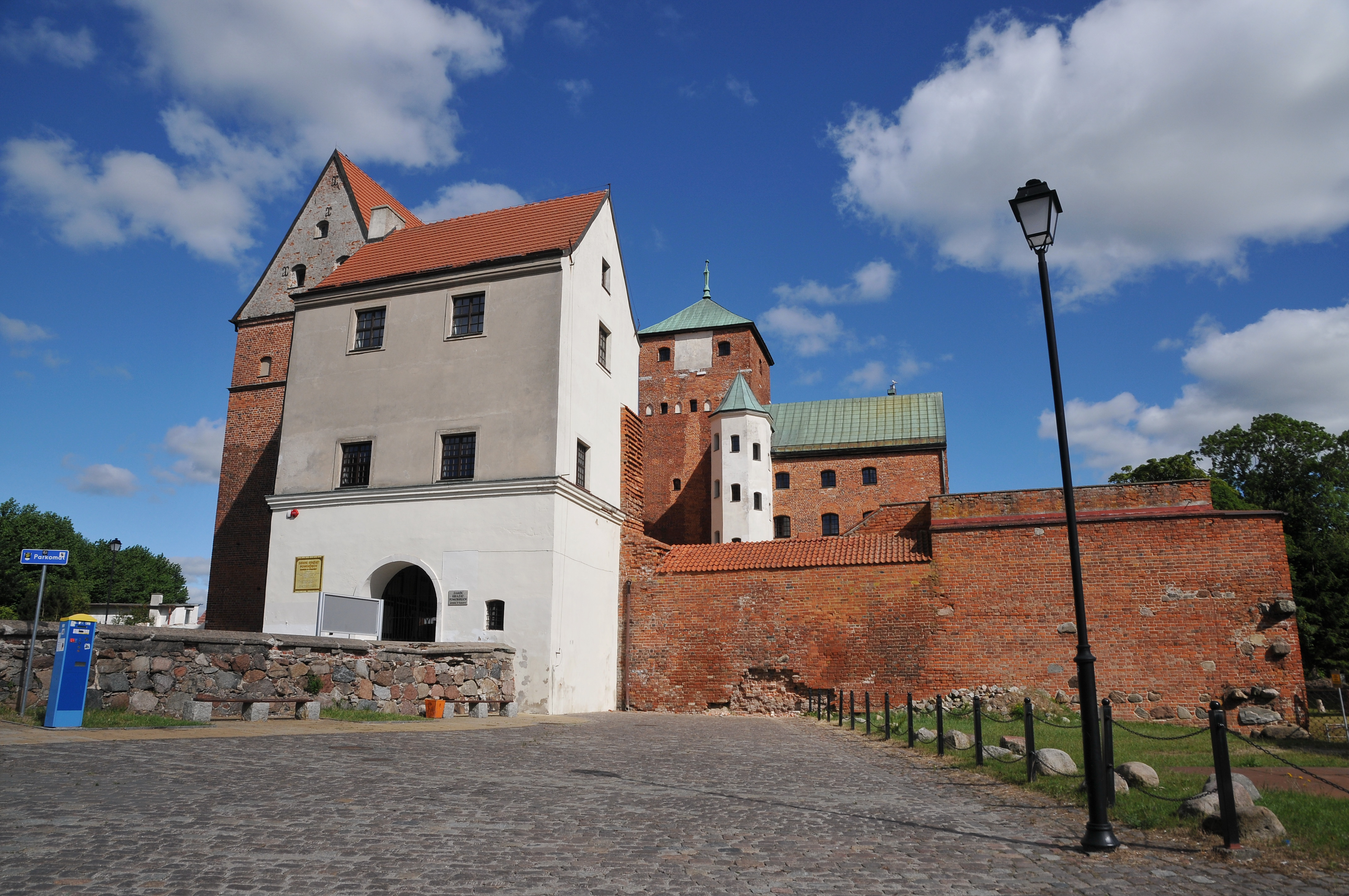
Darłowo

- Działdowo-województwo warmińsko-mazurskie

## F

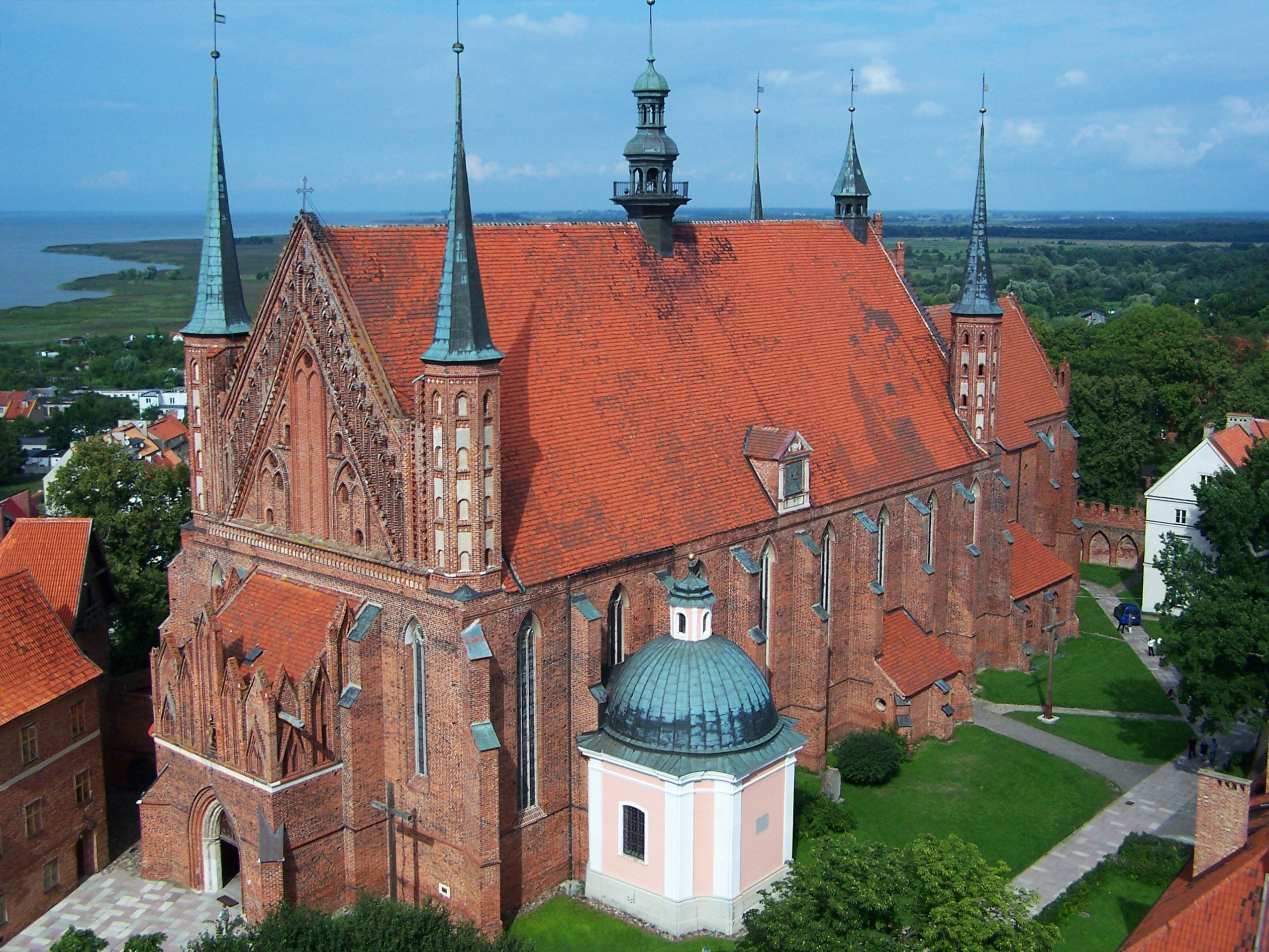
Frombork

- Frombork

## G
- Gdańsk – Bastion św. Gertrudy
- Gdańsk – Bastion Żubr
- Gdańsk – Twierdza Wisłoujście
- Giżycko – Twierdza Boyen
- Gliwice
- Głogów
- Głogówek, województwo opolskie
- Gniew

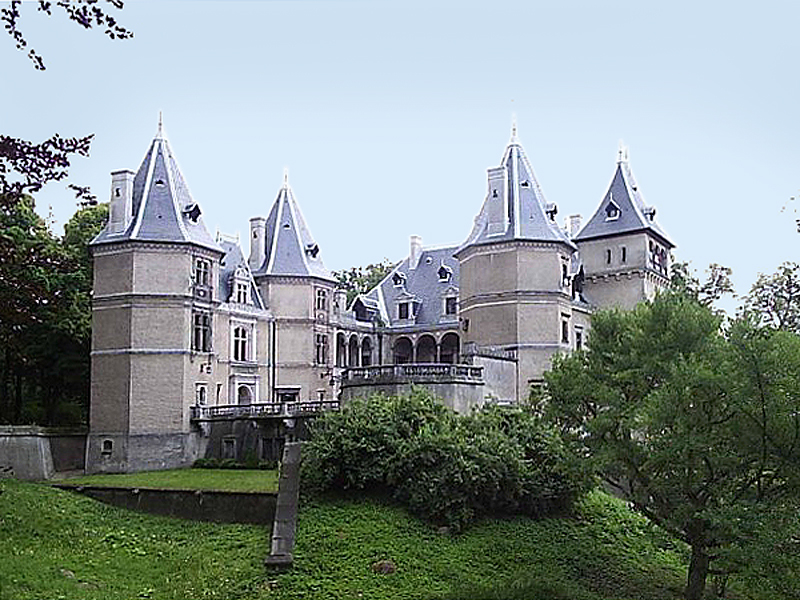
Zamek w Gołuchowie

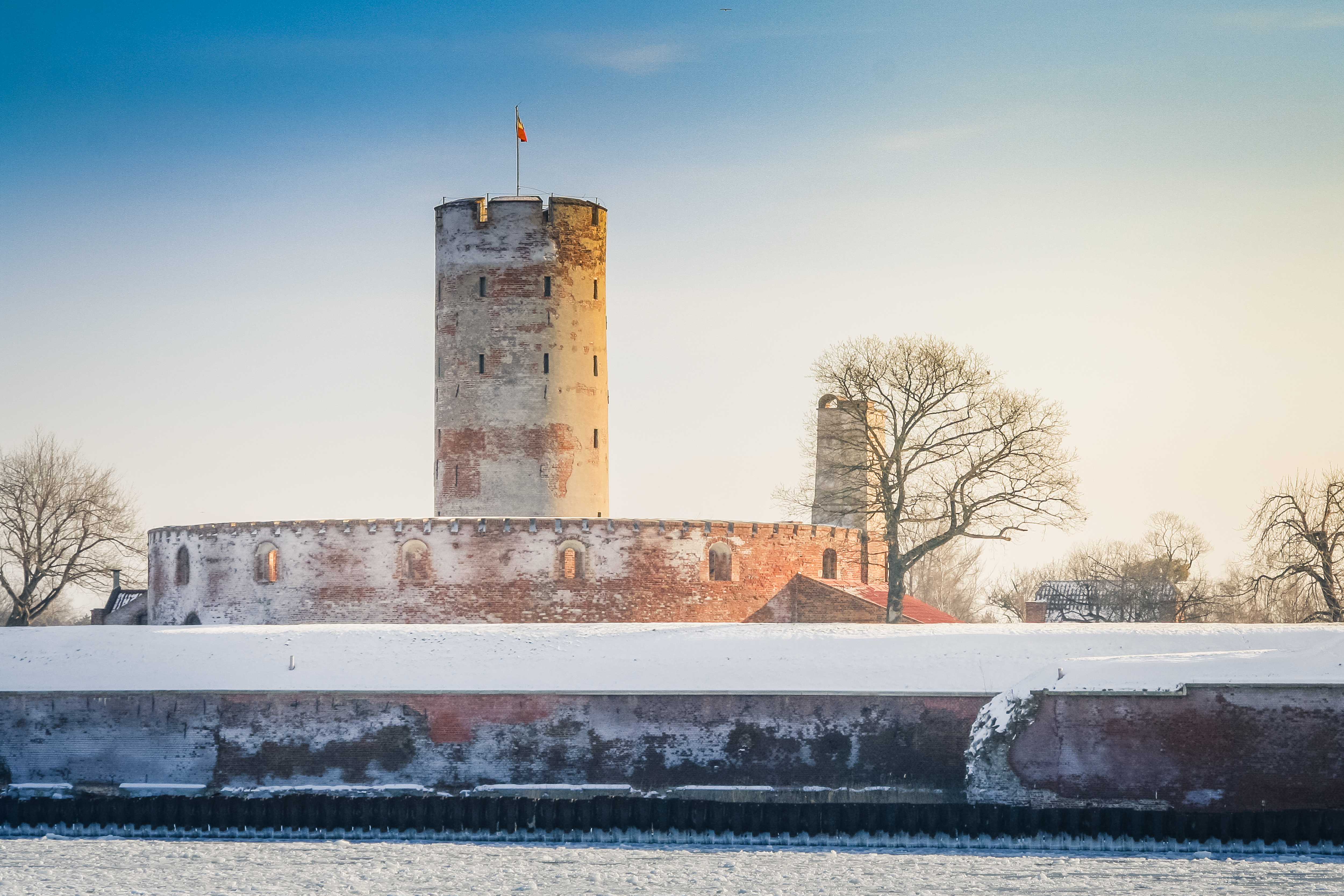
Gdańsk, Twierdza Wisłoujście

- Golub-Dobrzyń – Zamek w Golubiu, województwo kujawsko-pomorskie
- Gołuchów
- Gosławice (Konin)
- Gościszów
- Gródek nad Dunajcem – Zamek w Gródku nad Dunajcem, województwo małopolskie
- Grodziec
- Grudziądz – Twierdza Grudziądz, województwo kujawsko-pomorskie
- Gryf, województwo dolnośląskie

## H
- Homole

## I
- Iłża
- Inowłódz
- Inowrocław

## J
- Janowiec
- Jasna Góra
- Jawor

## K

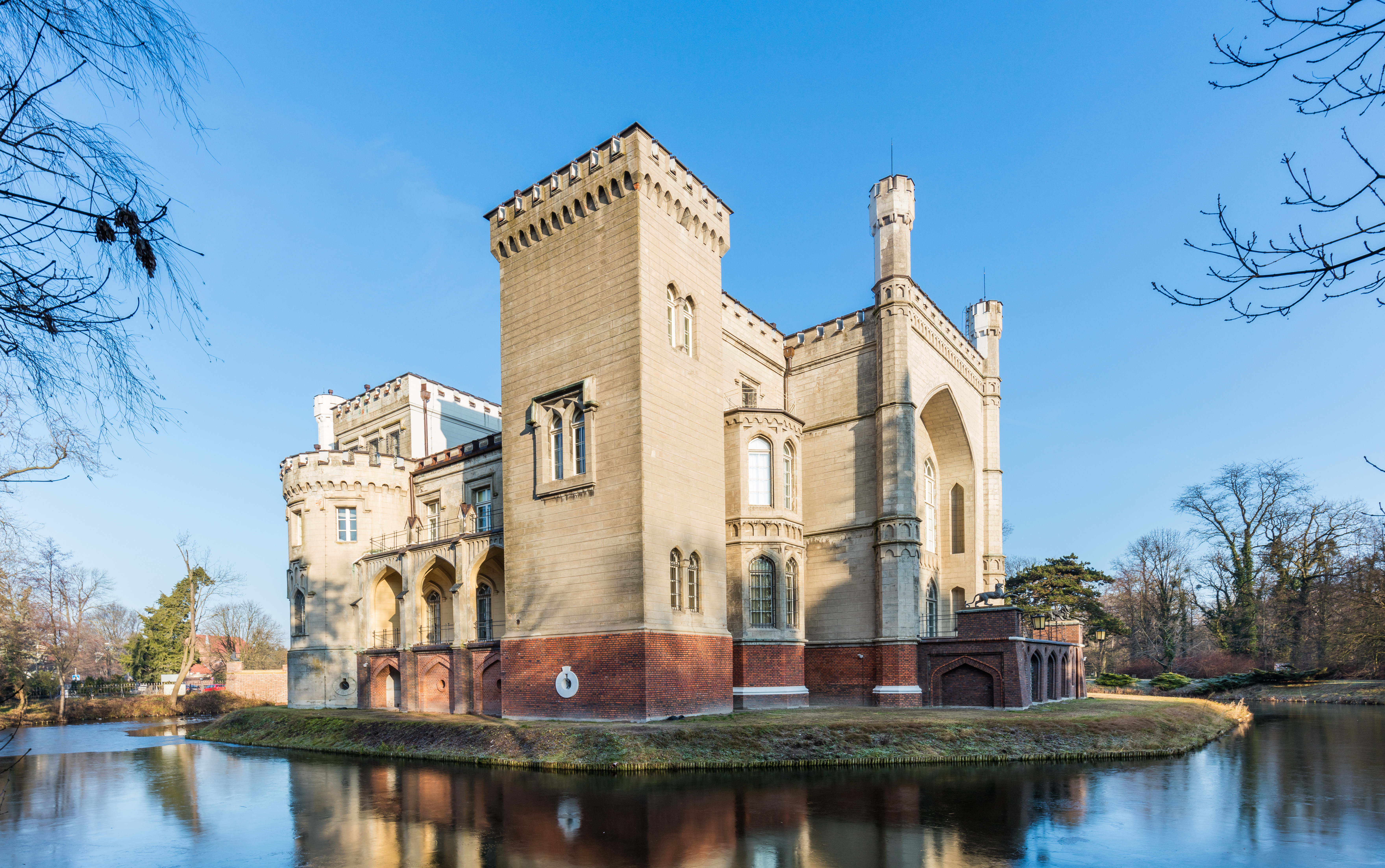
Zamek w Kórniku

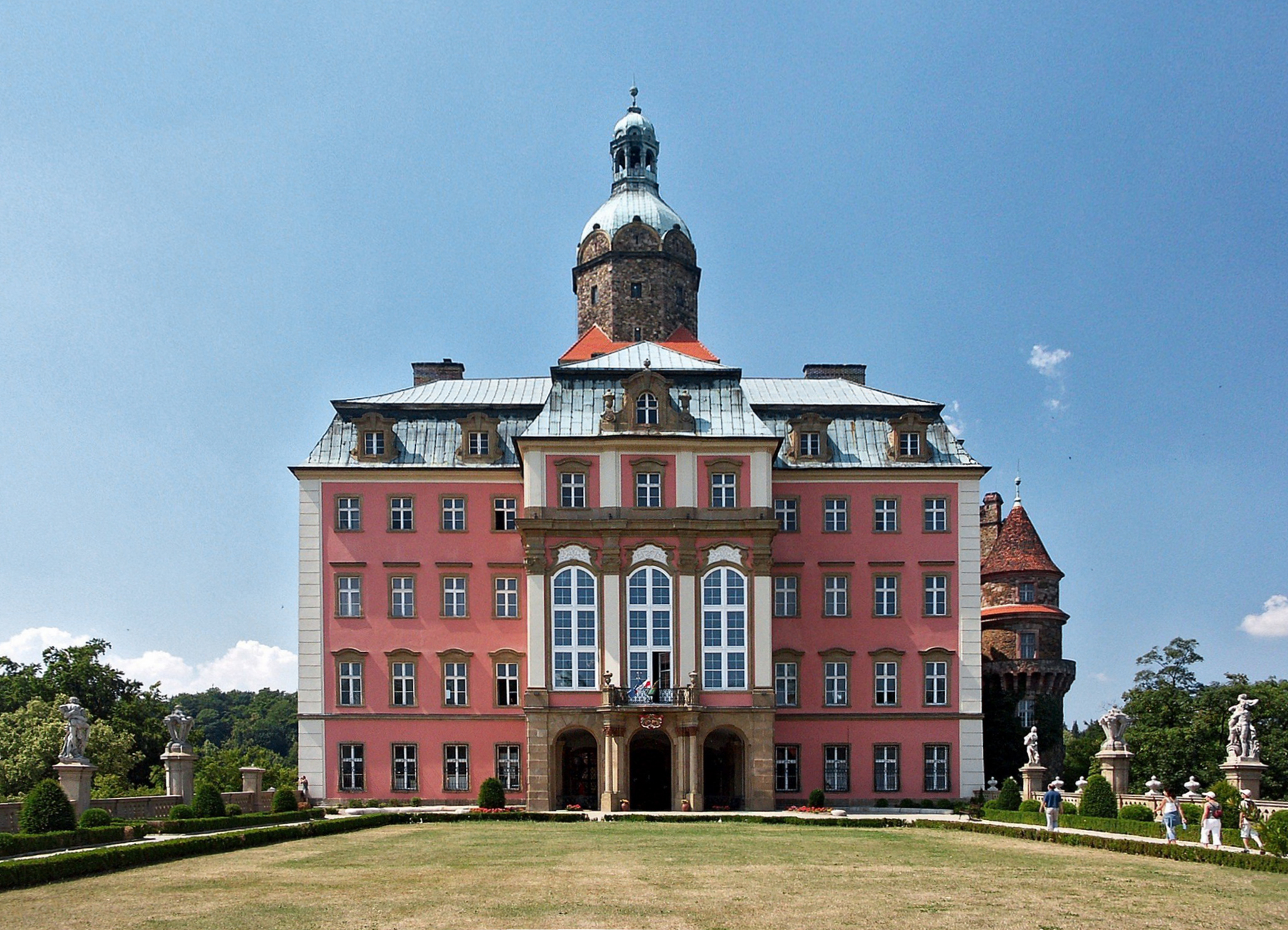
Książ

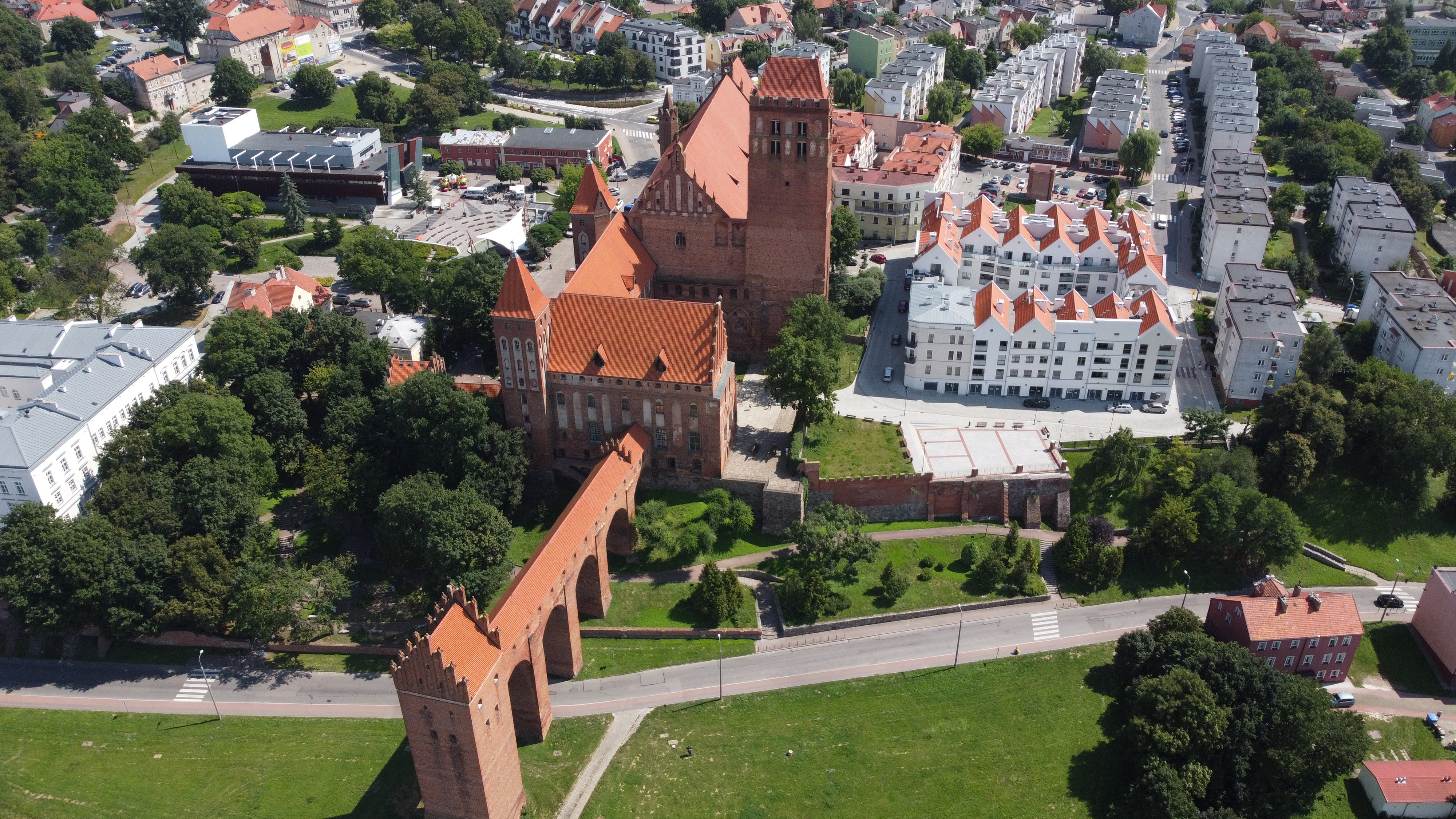
Kwidzyn

- Kamienna Góra, województwo dolnośląskie
- Karpniki
- Kazimierz Dolny – Zamek w Kazimierzu Dolnym, województwo lubelskie
- Kętrzyn
- Kliczków
- Kłodzko – Twierdza kłodzka, województwo dolnośląskie
- Koło – Zamek w Kole, województwo wielkopolskie
- Kołobrzeg – Twierdza Kołobrzeg, województwo zachodniopomorskie
- Konary – Zamek w Konarach, województwo świętokrzyskie
- Korzkiew
- Kościan
- Kowal
- Kowalewo Pomorskie
- Kórnik
- Krajowice – Zamek Golesz
- Kraków – Twierdza Kraków
- Kraków – Wawel
- Krasnystaw, województwo lubelskie
- Krosno Odrzańskie
- Krościenko nad Dunajcem
- Krupe
- Kruszwica
- Kurzętnik
- Kwidzyn

## L
- Lanckorona

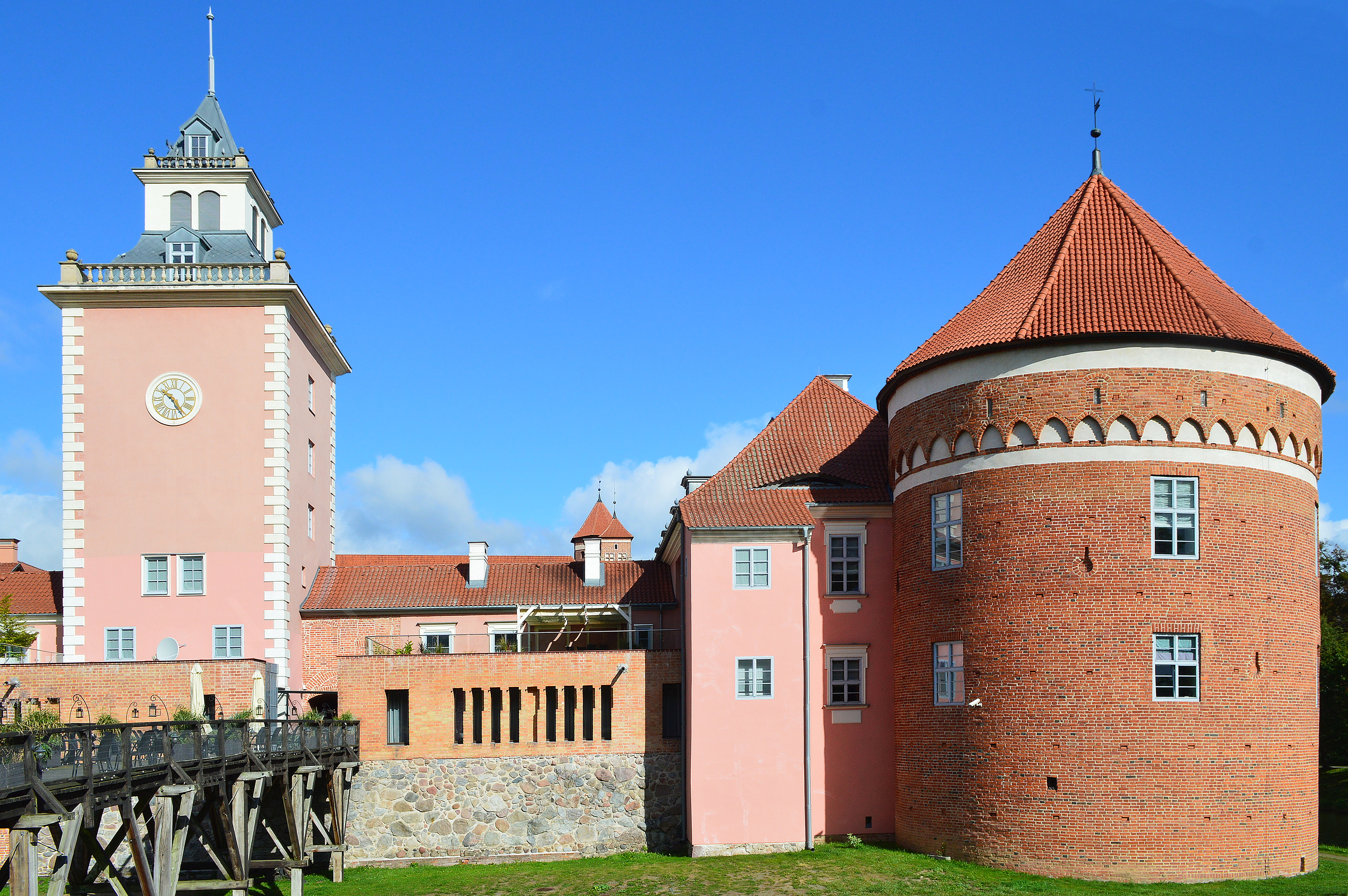
Lidzbark Warmiński

- Lidzbark Warmiński, województwo warmińsko-mazurskie
- Lipowiec
- Lubin
- Lublin
- Lutomiersk

## Ł
- Łańcut, województwo podkarpackie
- Łąka Prudnicka

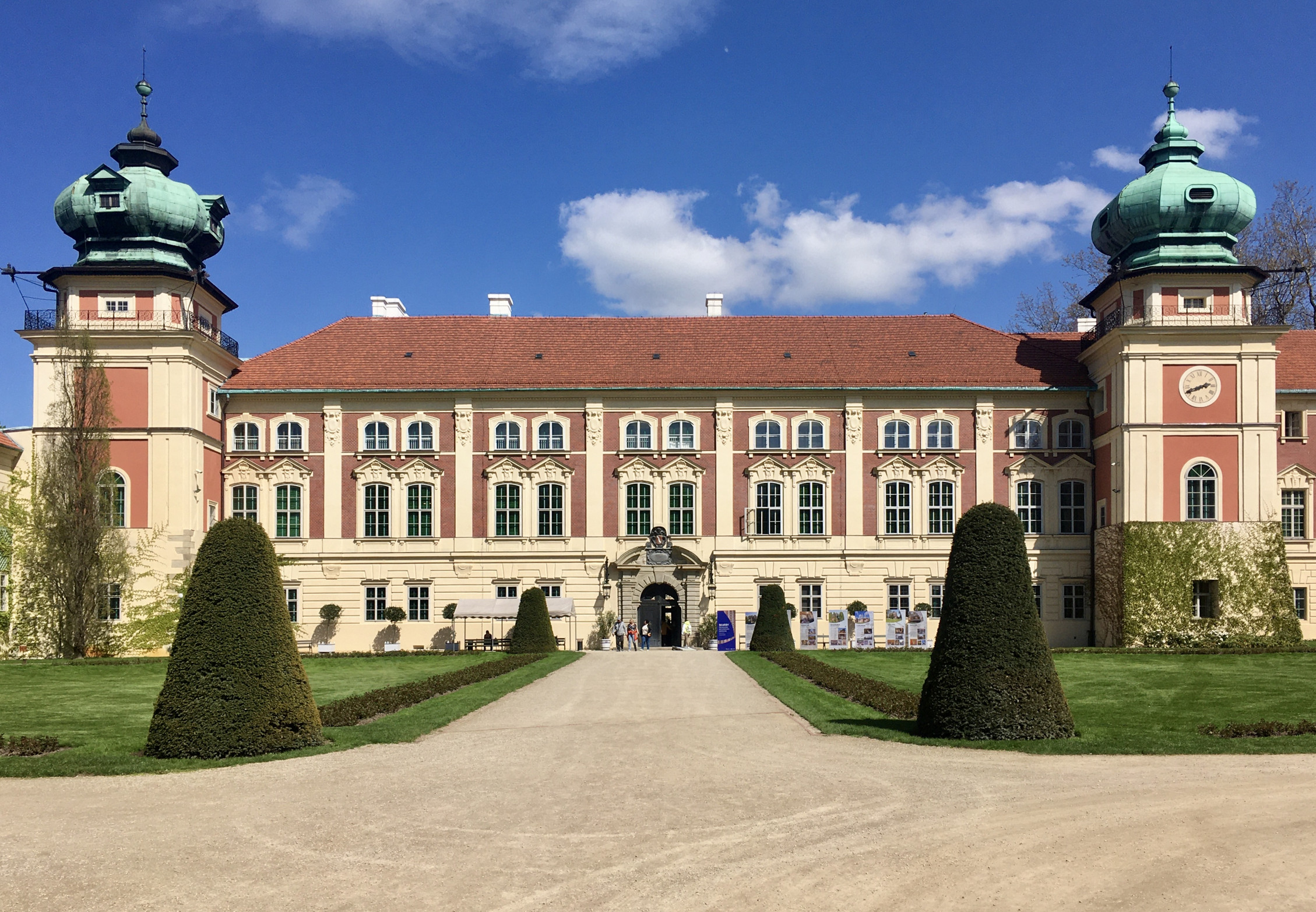
Łańcut

- Łęczyca – Zamek Królewski w Łęczycy, województwo łódzkie

## M
- Malbork, województwo pomorskie
- Malec, województwo małopolskie
- Melsztyn
- Międzygórz, woj. świętokrzyskie
- Międzyrzecz

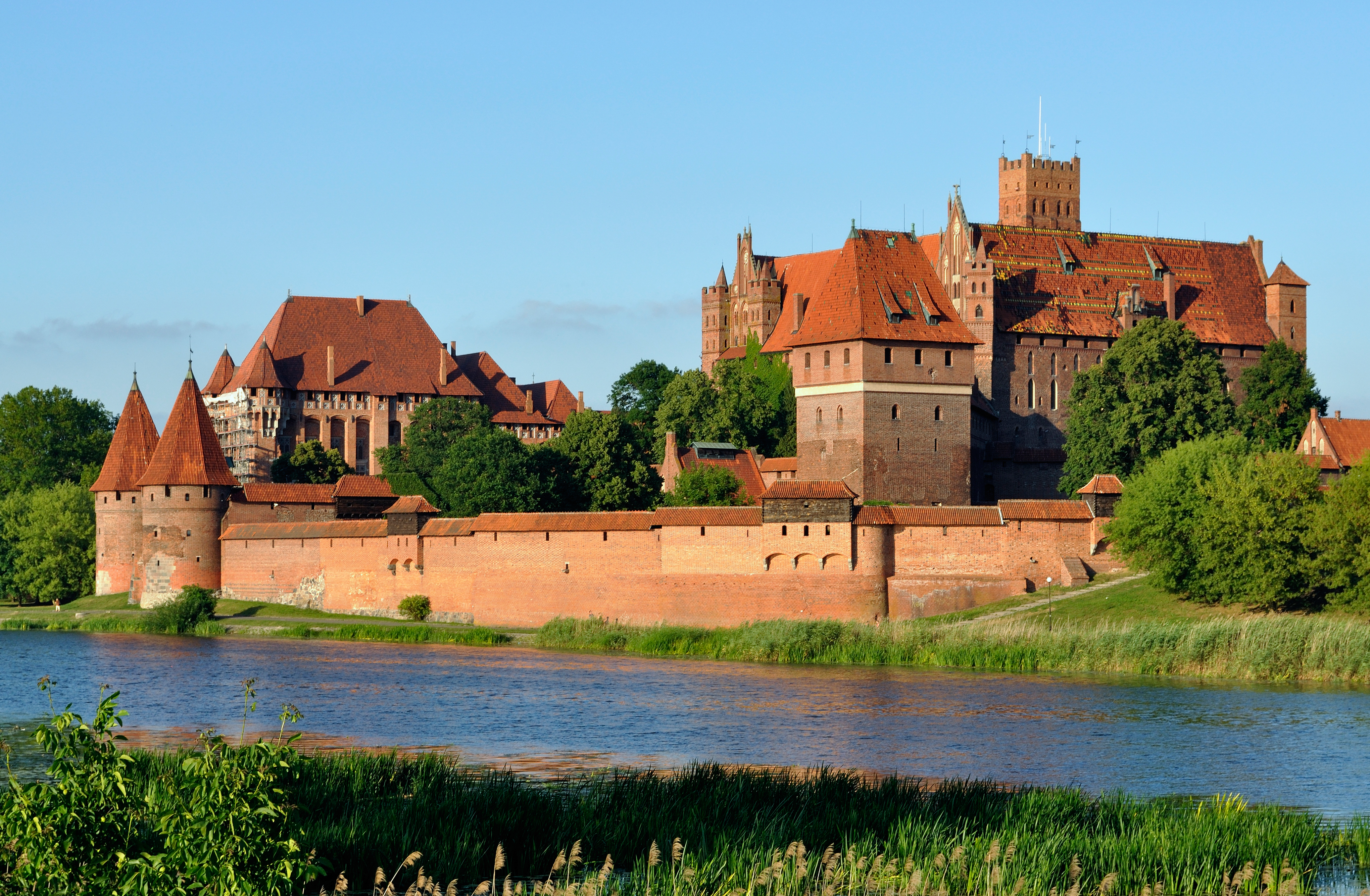
Malbork

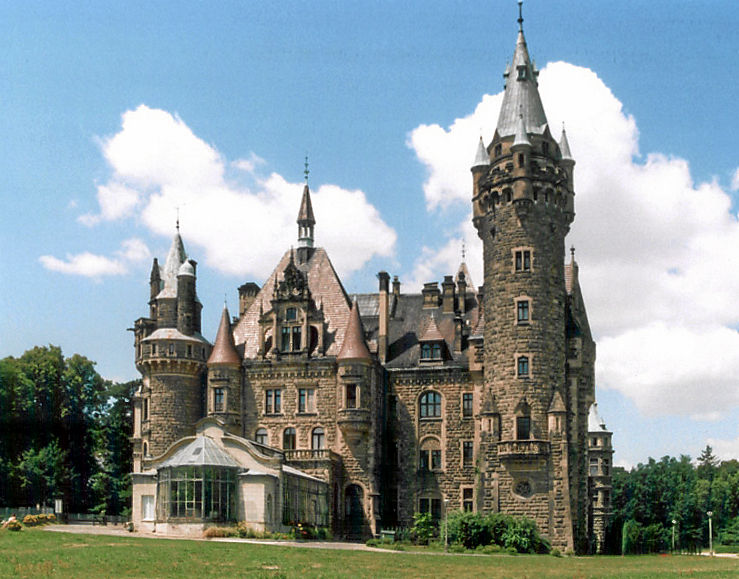
Moszna

- Mirów, zamek w Mirowie (Jura Krakowsko-Częstochowska)
- Modlin – Twierdza Modlin
- Monasterzec
- Morawica
- Muszyna
- Myślenice

## N

Nowy Wiśnicz

- Nidzica, województwo warmińsko-mazurskie
- Niedzica
- Niemodlin
- Niepołomice
- Nowe nad Wisłą
- Nowy Korczyn
- Nowy Sącz
- Nowy Wiśnicz
- Nysa

## O

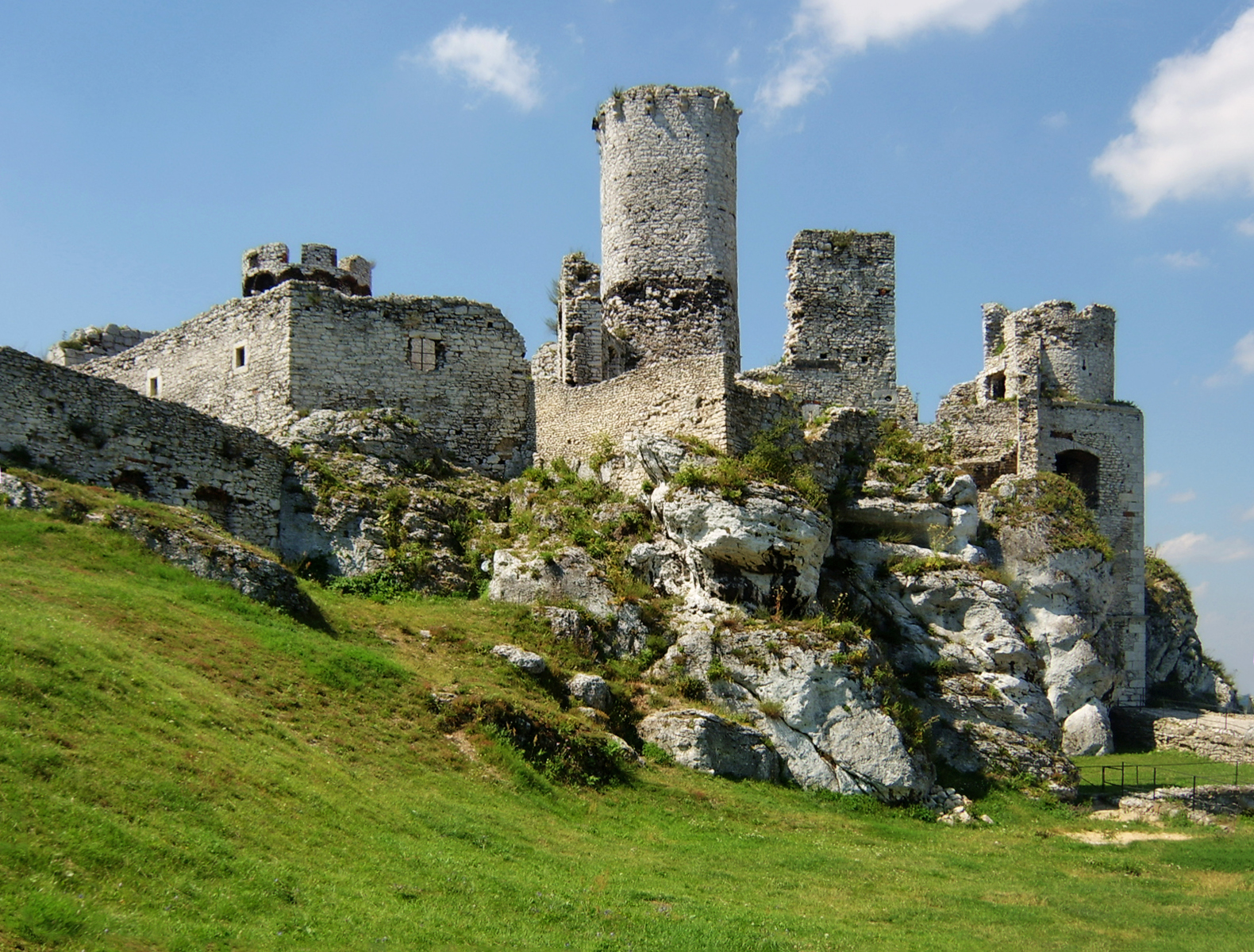
Ogrodzieniec

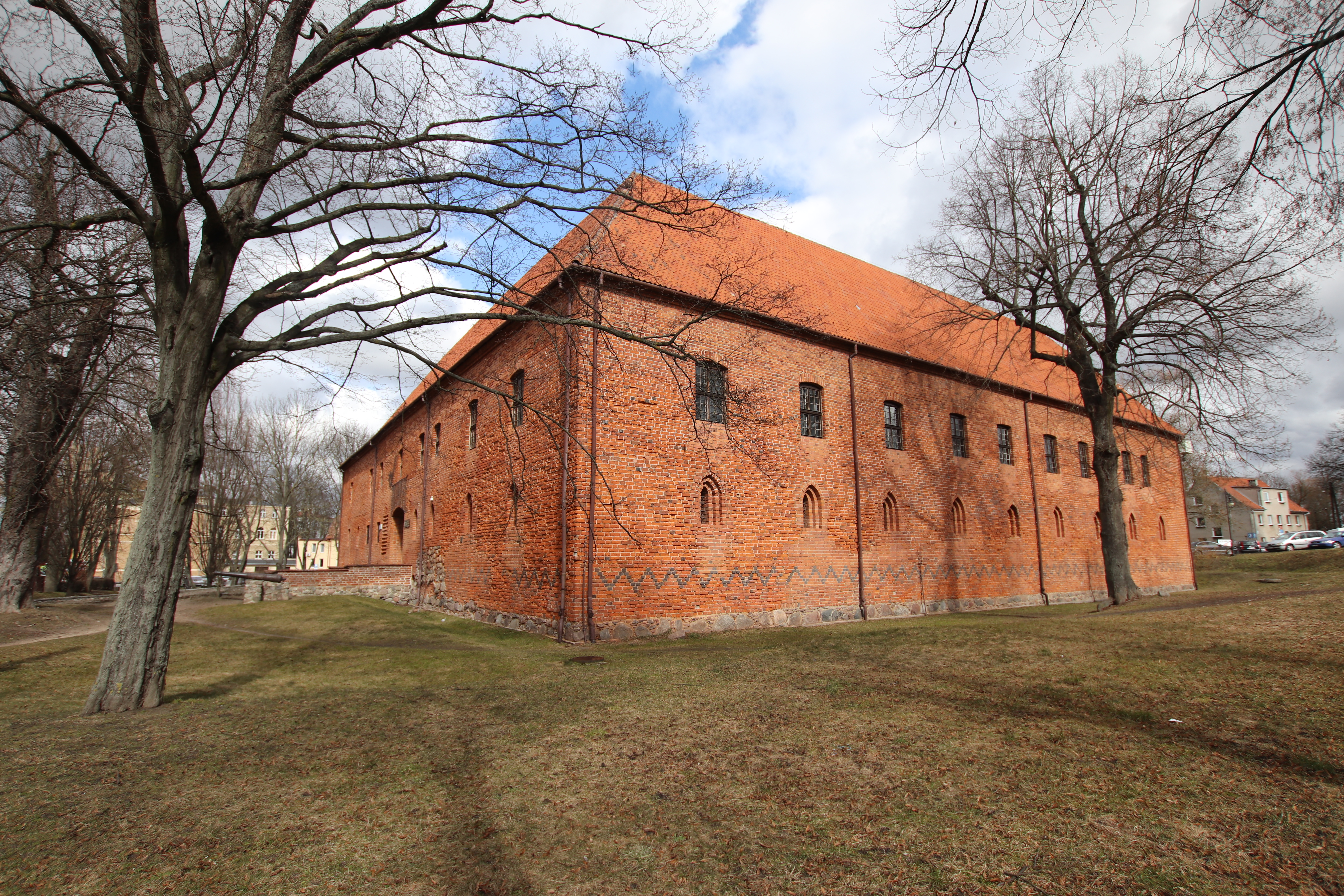
Ostróda

- Odrzykoń – zamek Kamieniec, województwo podkarpackie
- Ogrodzieniec
- Ojców
- Oleśnica
- Olsztyn, województwo warmińsko-mazurskie
- Oława
- Opoczno
- Opole – Zamek Górny
- Opole – Zamek Piastowski
- Opolnica
- Oporów
- Orle Gniazda
- Ossolin
- Ostróda, województwo warmińsko-mazurskie
- Ostrężnik, województwo śląskie
- Oświęcim
- Otyń
- Otmuchów

## P
- Pasłęk
- Pęzino
- Pieniński Zamek
- Pieniężno
- Pisz
- Płock
- Płonina
- Podskale
- Poznań – Twierdza Poznań

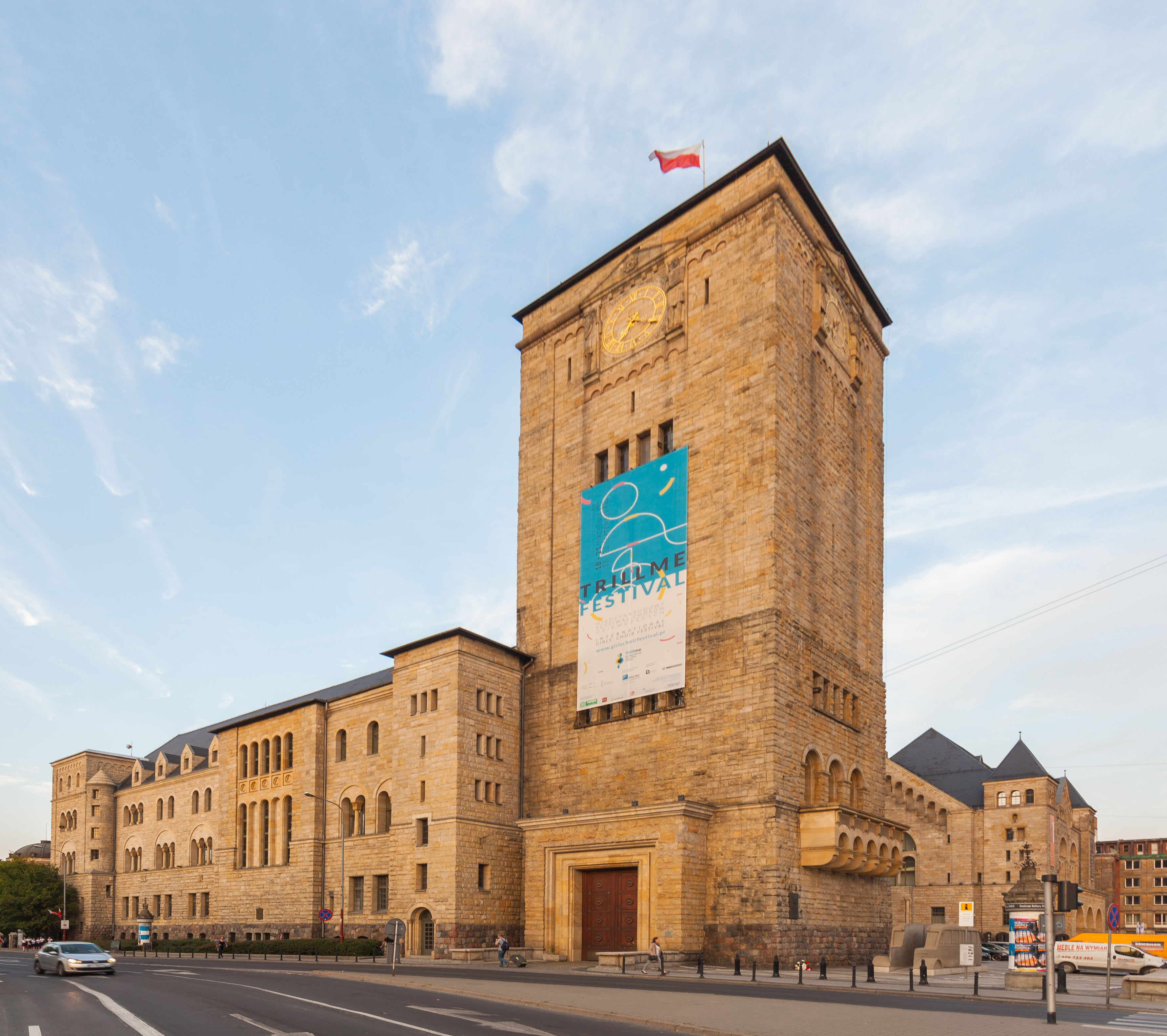
Zamek Cesarski w Poznaniu

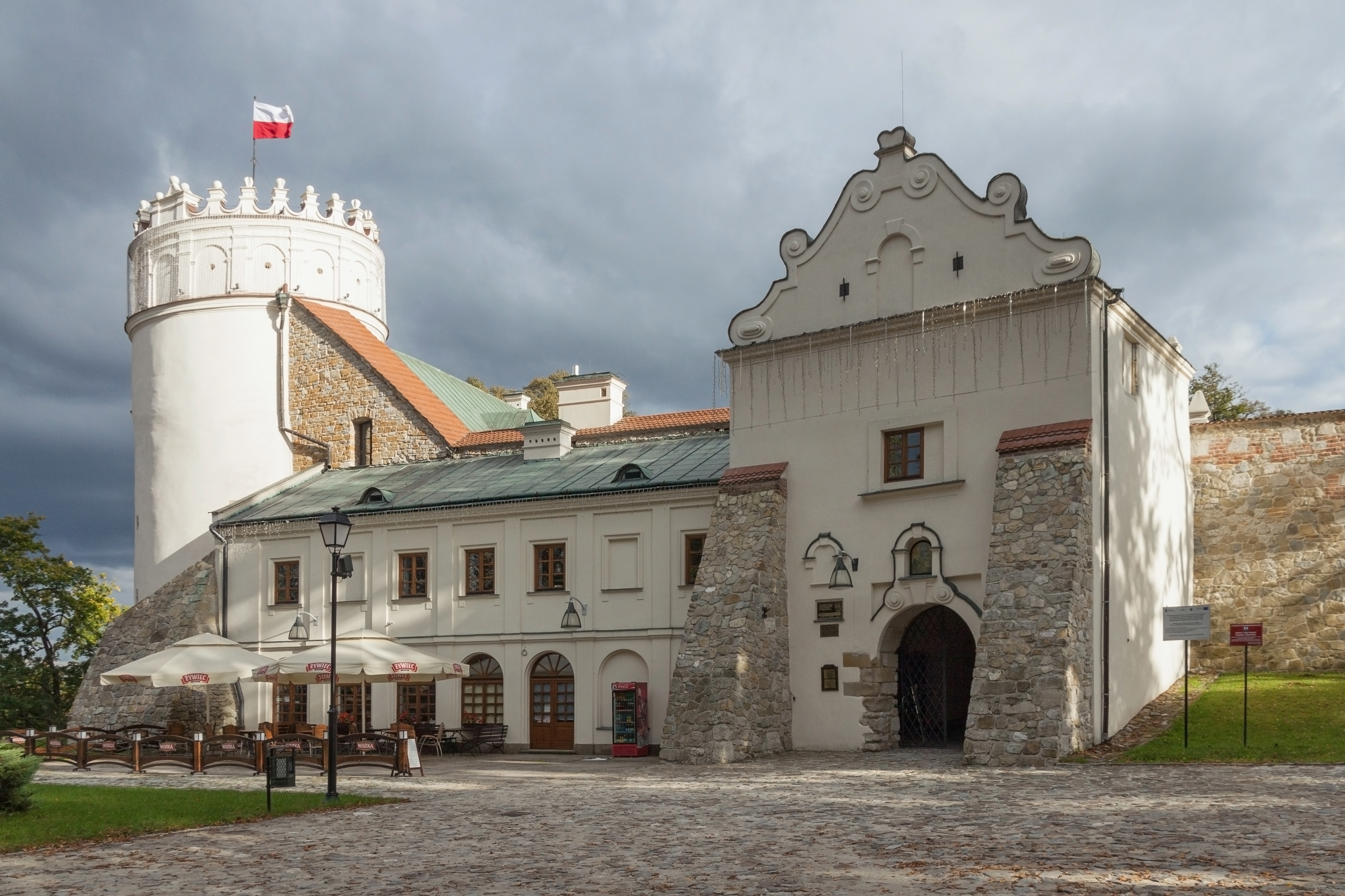
Przemyśl – Zamek Kazimierzowski

- Poznań – Zamek Cesarski w Poznaniu
- Poznań – Zamek Królewski w Poznaniu
- Proszówka
- Pruchnik
- Prudnik
- Przemyśl – Twierdza Przemyśl
- Przemyśl – Zamek Kazimierzowski
- Przewodziszowice, woj. śląskie – Strażnica Przewodziszowice
- Pszczyna – Pałac (zamek) książęcy Książąt Hochberg zu Furstenstein von Pless

## R
- Radziki Duże

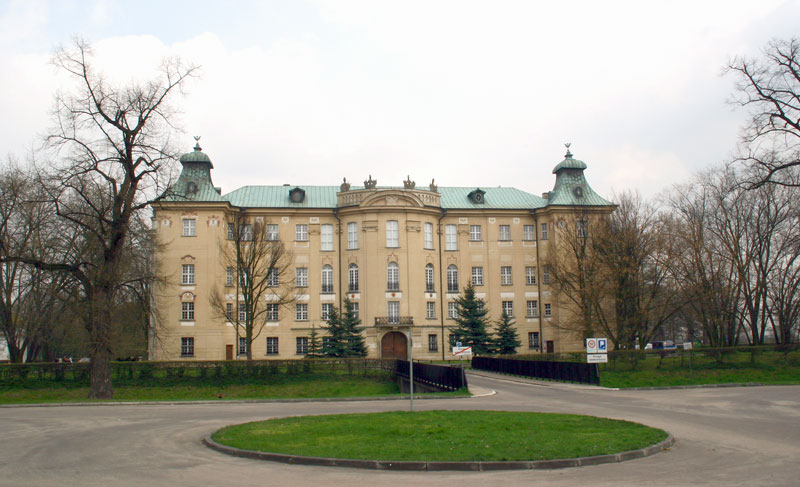
Zamek w Rydzynie

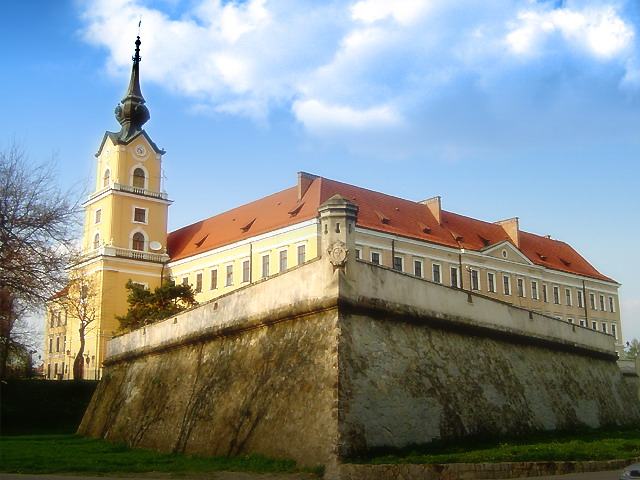
Rzeszów

- Radzyń Chełmiński, województwo kujawsko-pomorskie
- Radzyń Podlaski, województwo lubelskie
- Rajsko
- Rawa Mazowiecka, województwo łódzkie
- Rogóźno-Zamek
- Rokitnica
- Rożnów, województwo małopolskie
- Rudno, Zamek Tenczyn, województwo małopolskie
- Rydzyna, województwo wielkopolskie
- Rytro – Zamek w Rytrze, województwo małopolskie
- Rzeszów, Zamek Lubomirskich, województwo podkarpackie

## S
- Sandomierz
- Sanok

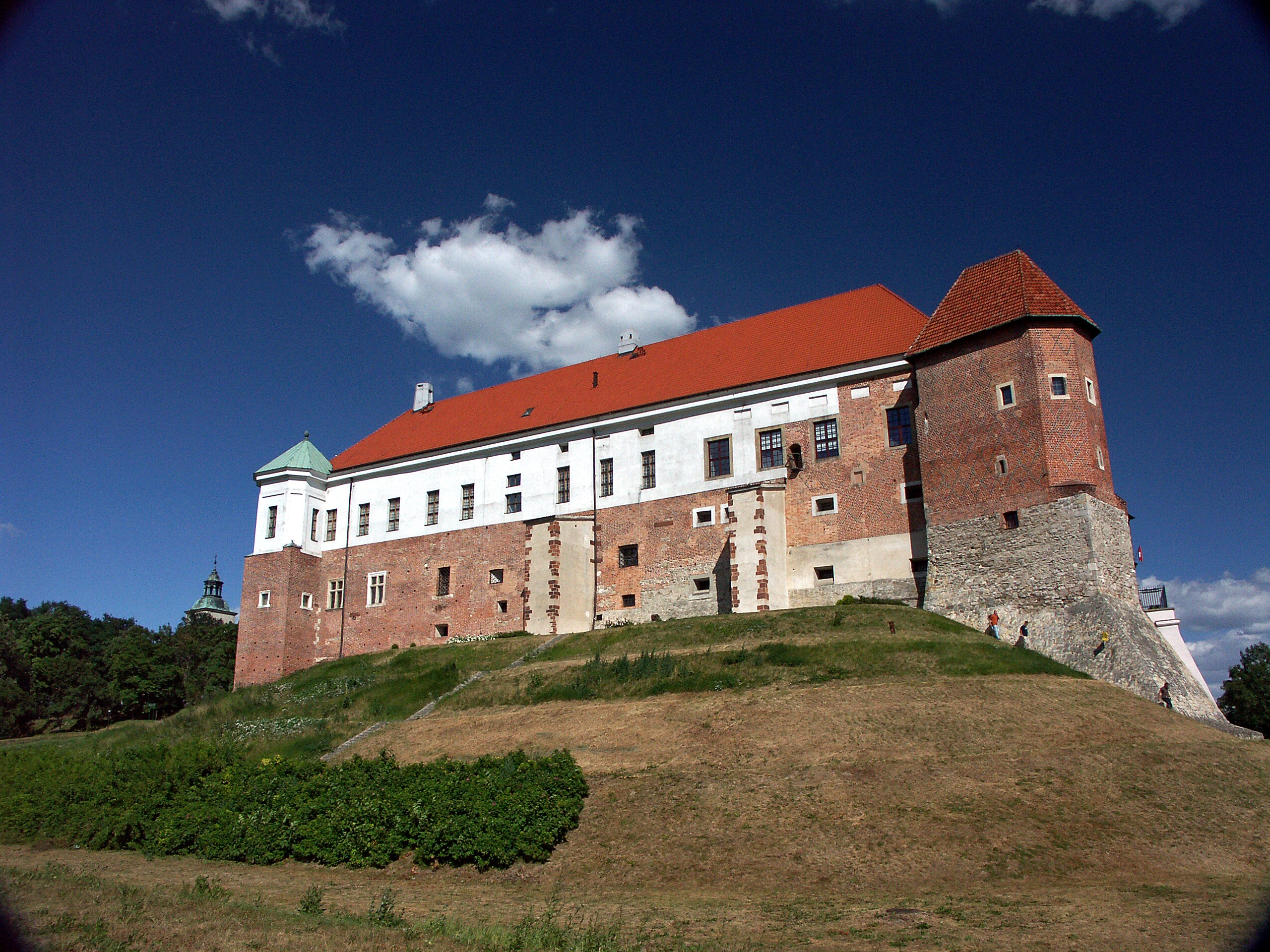
Sandomierz

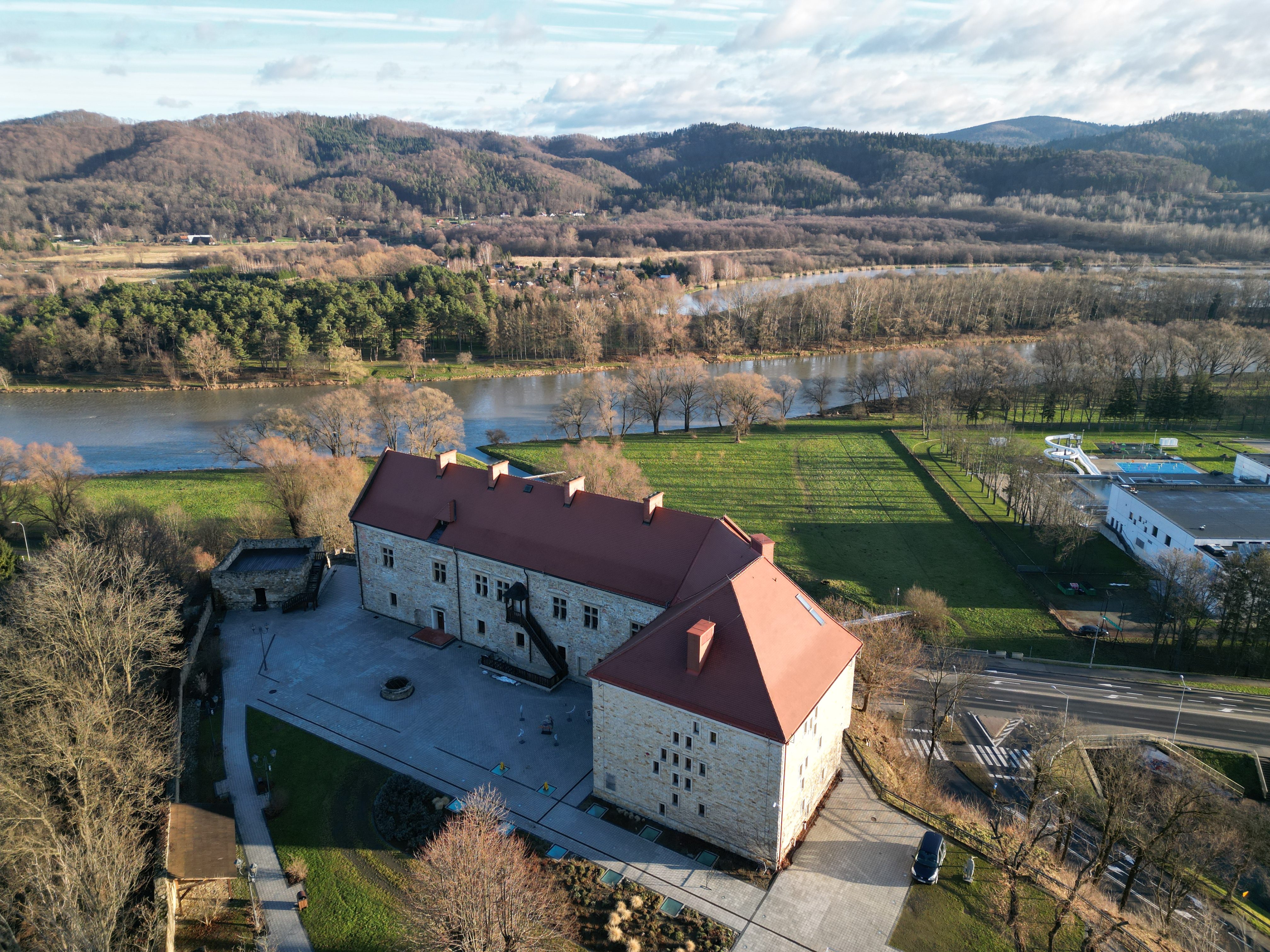
Sanok

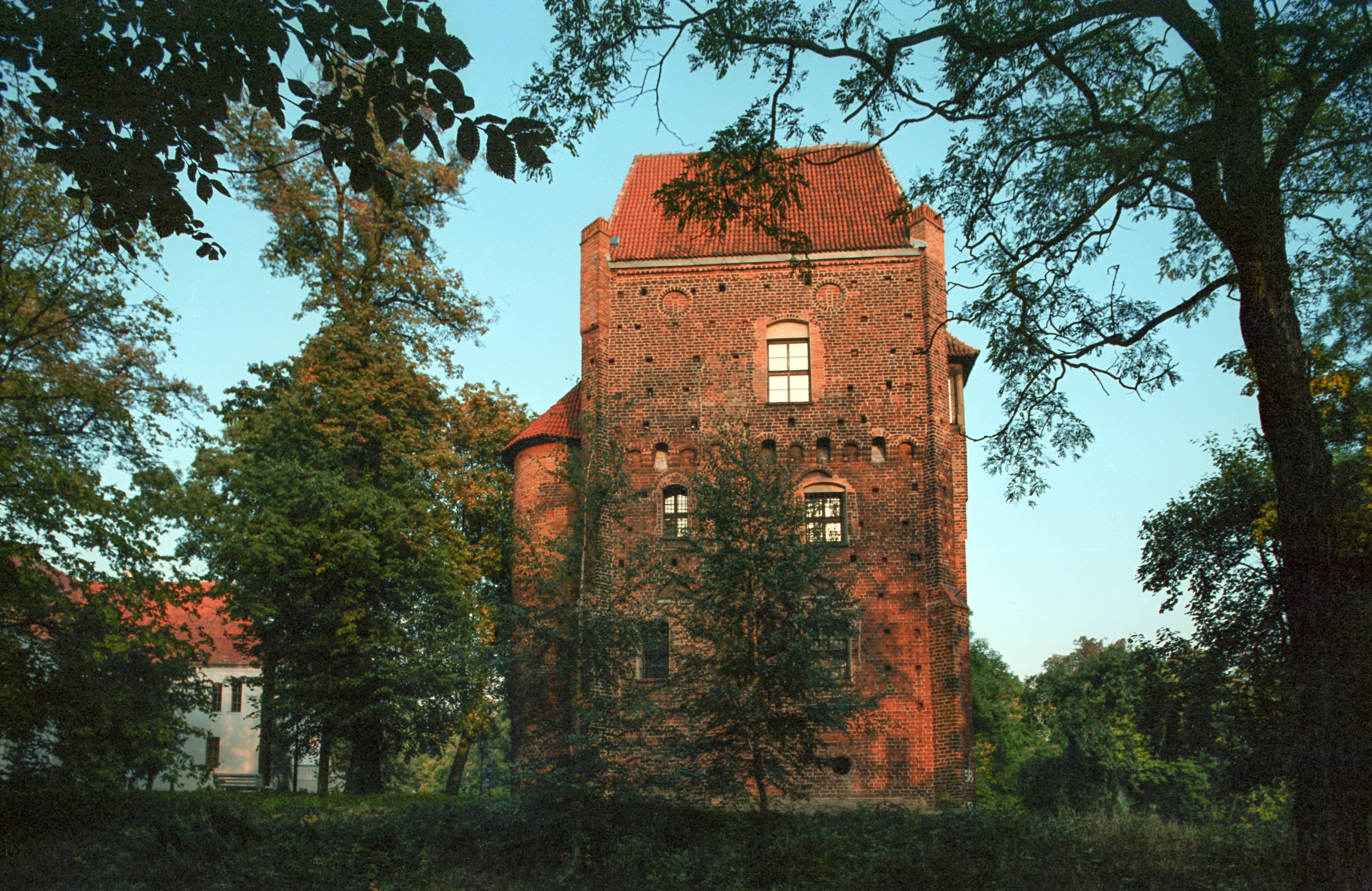
Szamotuły

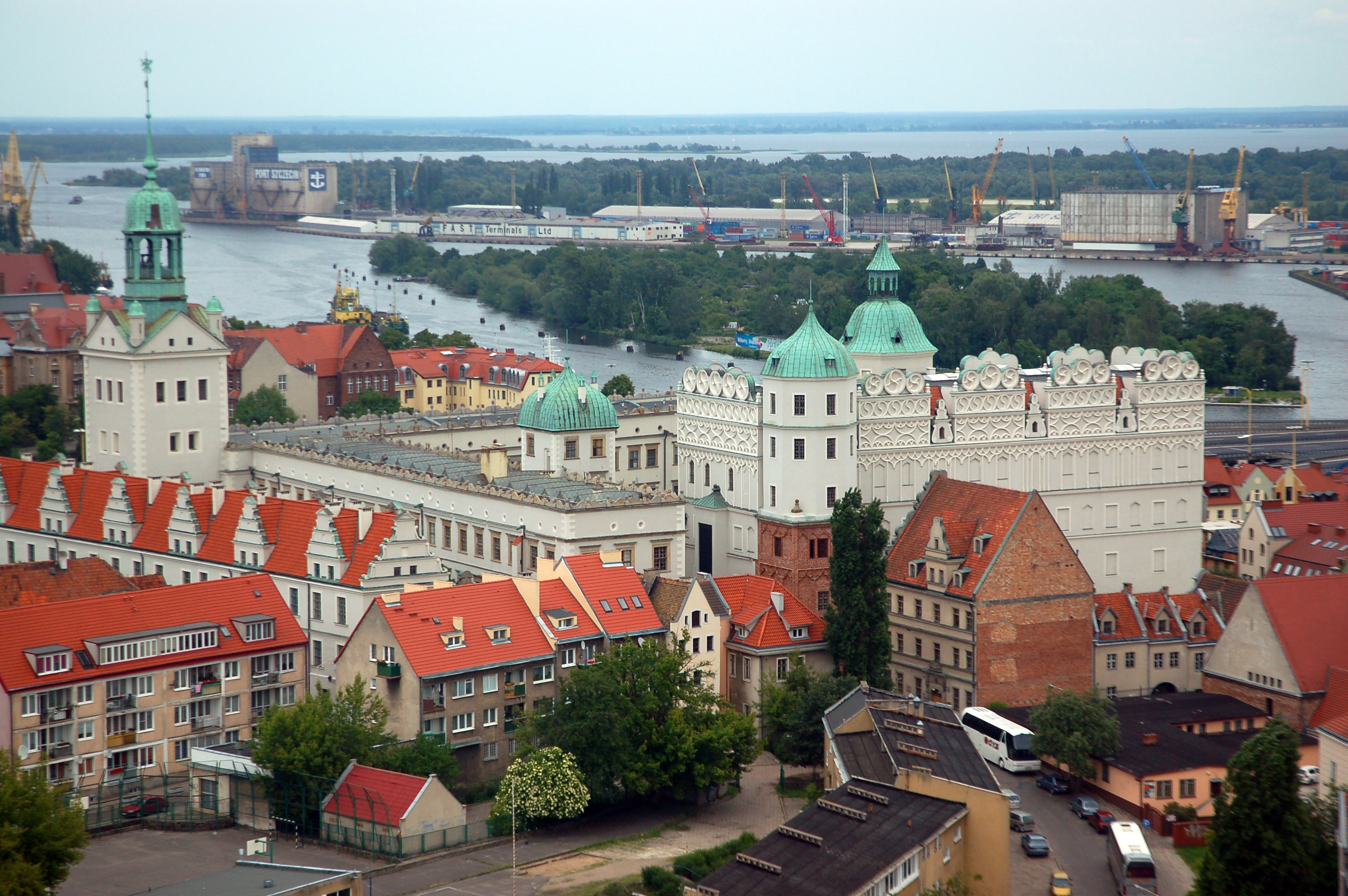
Zamek Książąt Pomorskich w Szczecinie

- Siedlęcin, woj. dolnośląskie – Wieża Rycerska
- Sielec, woj. lubelskie – Zamek w Sielcu
- Sieraków, woj. wielkopolskie – zamek Opalińskich
- Siewierz, woj. śląskie – zamek biskupów krakowskich
- Skawina
- Skierbieszów, woj. lubelskie – relikty zamku
- Sławków, woj. śląskie – ruiny zamku biskupów krakowskich
- Słońsk – ruiny zamku joannitów
- Słupsk – zamek książąt pomorskich
- Smolajny, woj. warmińsko-mazurskie – pałac biskupów warmińskich
- Smoleń, woj. śląskie – ruiny zamku
- Sosnowiec – Zamek Sielecki
- Srebrna Góra
- Stołpie, woj. lubelskie – wieża obronna
- Suchań, woj. zachodniopomorskie – relikty zamku joannitów
- Sułoszowa, Zamek Pieskowa Skała
- Suraż
- Szaflary
- Szamotuły
- Szarlej
- Szczecin
- Szczecinek – Zamek Książąt Pomorskich
- Szczytna, woj. dolnośląskie – Zamek Leśna
- Szestno – relikty zamku krzyżackiego
- Szprotawa – Zamek Szprotawski, woj. lubuskie
- Sztum
- Szydłowiec
- Szydłów – zamek królewski

## Ś
- Ścinawka Średnia
- Świecie – Zamek w Świeciu
- Świnoujście – Twierdza Świnoujście, województwo zachodniopomorskie
- Świny

## T

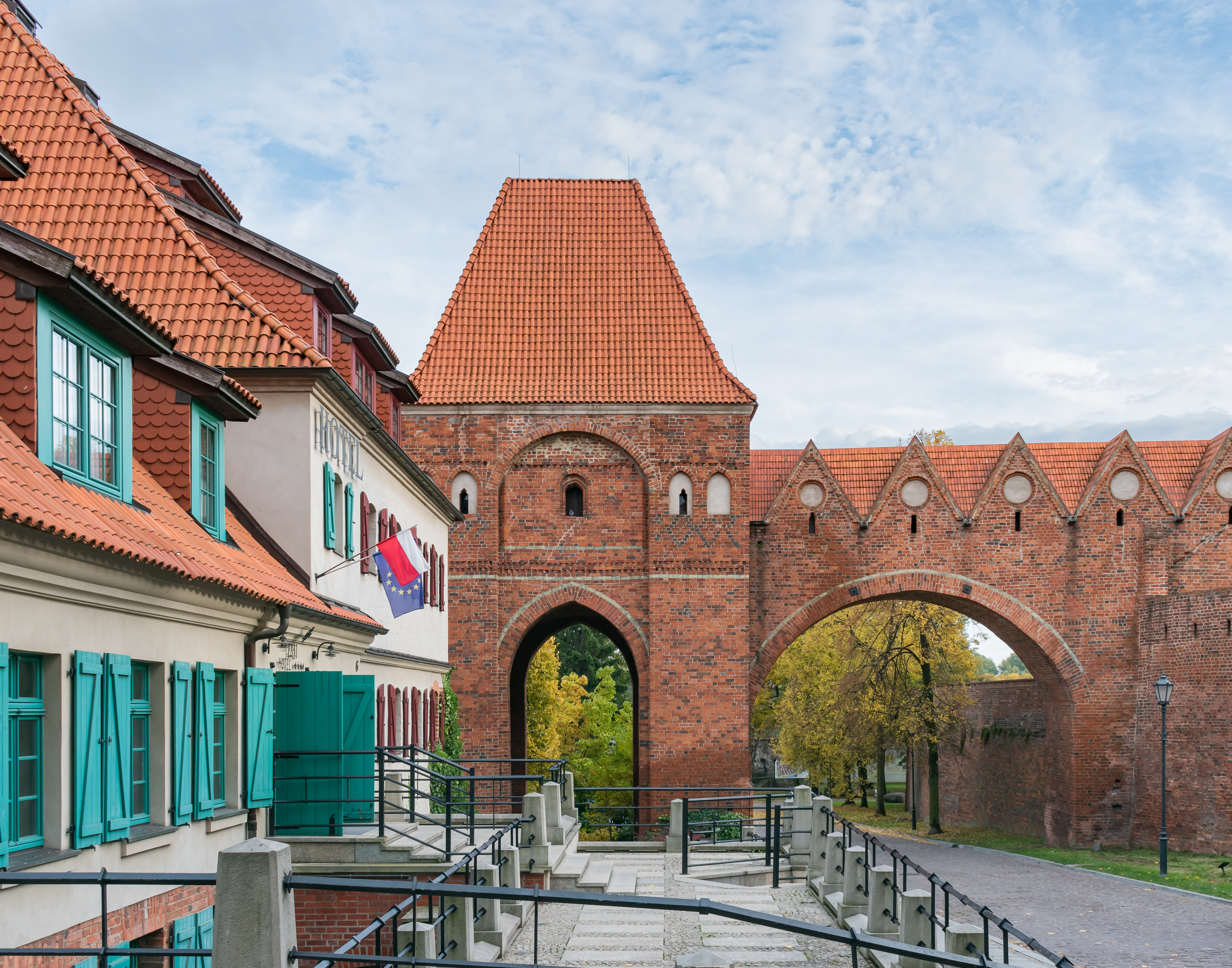
Toruń

- Tarnobrzeg – Pałac Tarnowskich w Dzikowie
- Tarnów – Zamek w Tarnowie
- Tenczyn w Rudnie
- Toruń – Twierdza Toruń
- Toruń – Zamek krzyżacki w Toruniu
- Toruń – Zamek Dybów
- Trzebina
- Tudorów
- Tykocin

## U

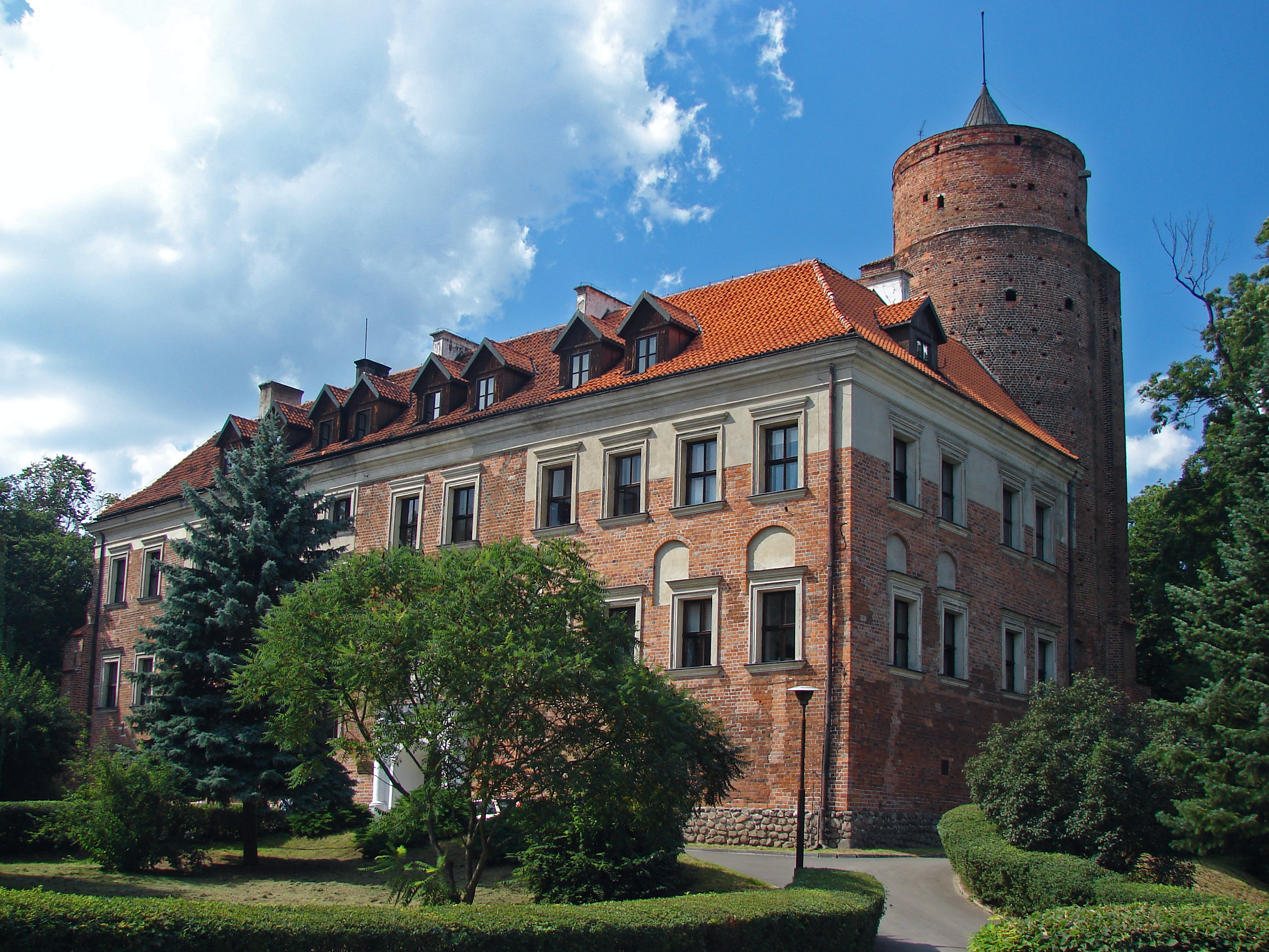
Uniejów

- Udórz, Jura Krakowsko-Częstochowska
- Uraz, województwo dolnośląskie

## W

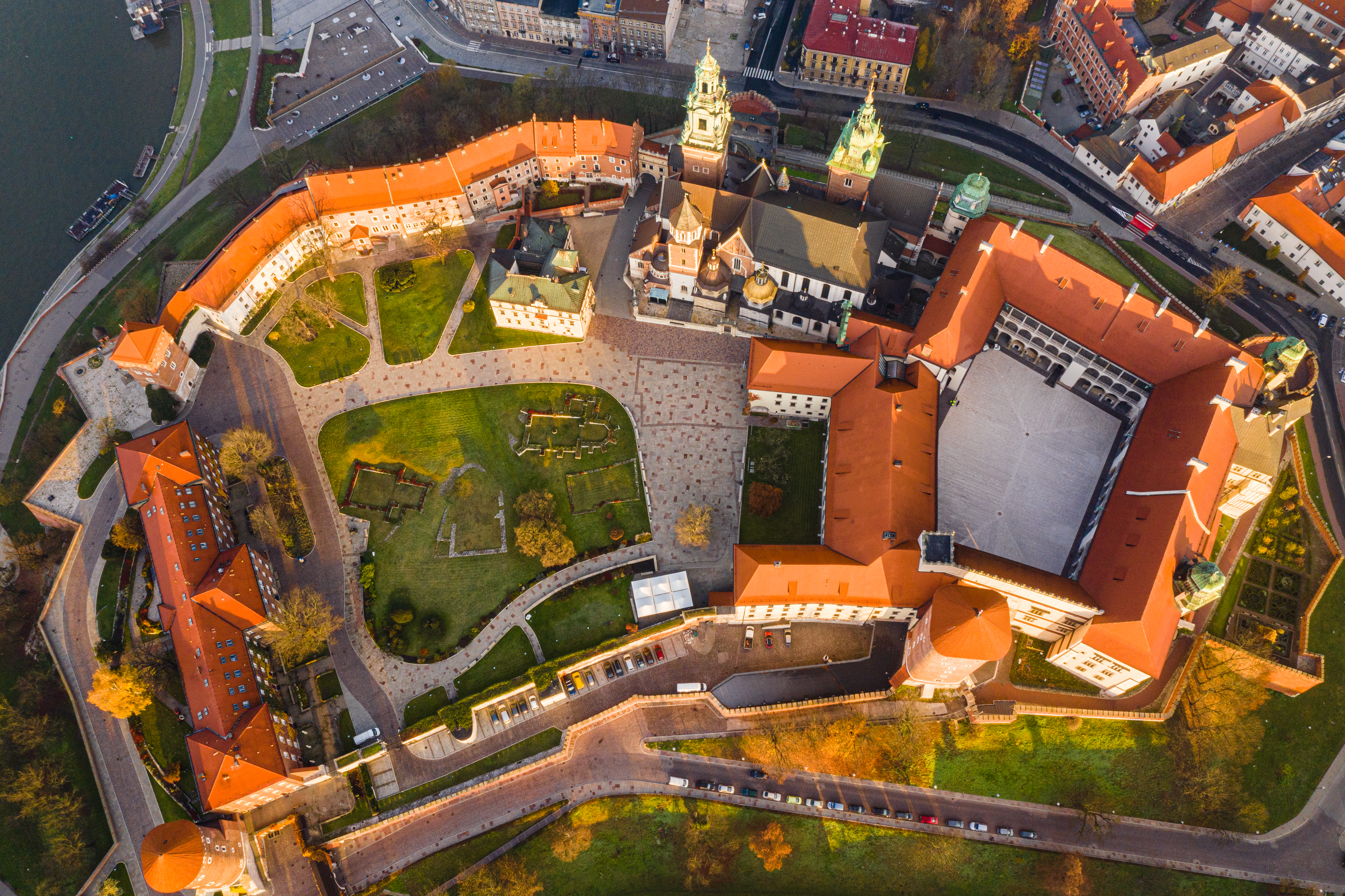
Wawel

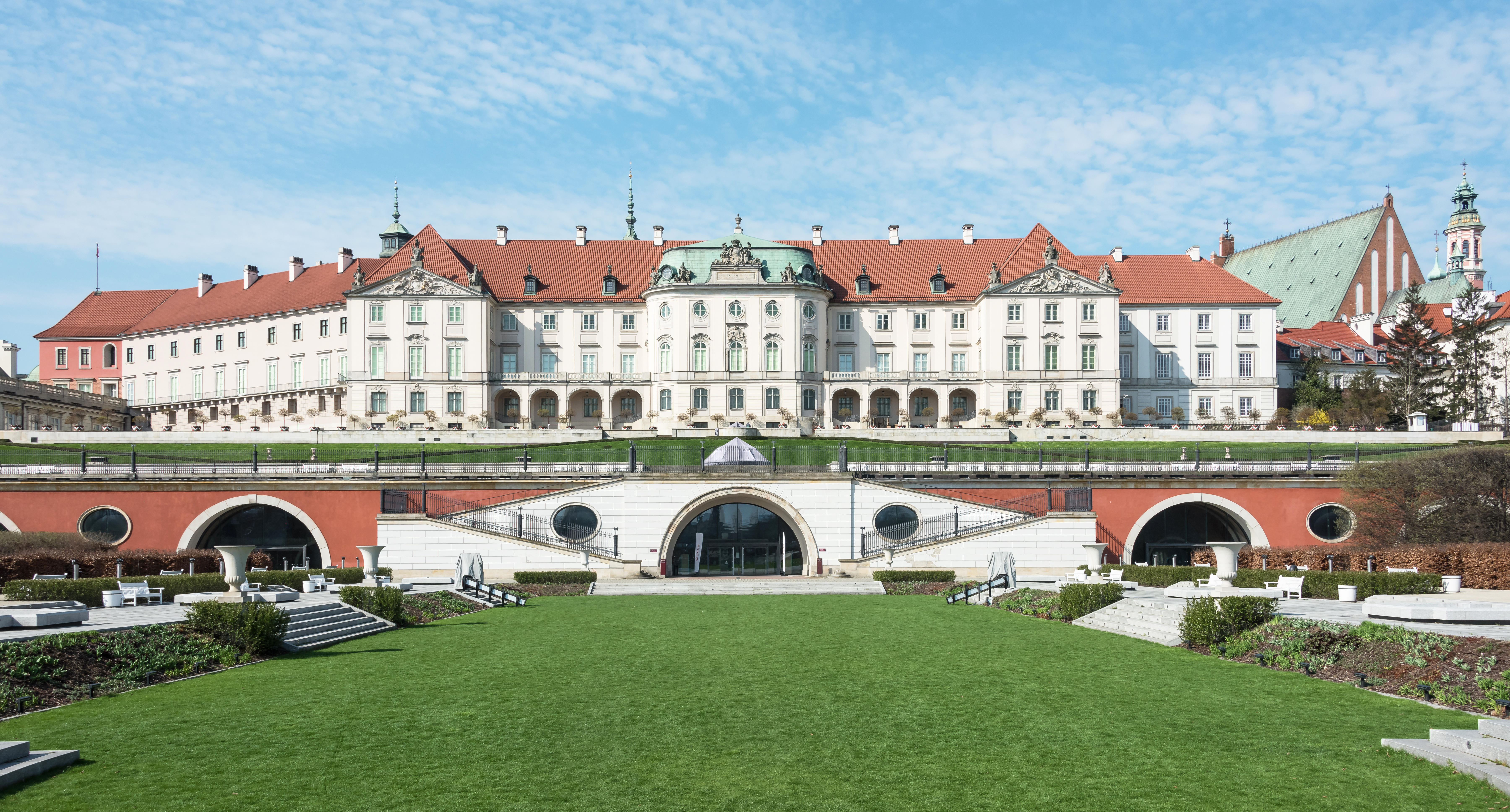
Warszawa, Zamek Królewski w Warszawie

- Warszawa – Zamek Królewski w Warszawie
- Warszawa – Zamek Ostrogskich
- Warszawa – Zamek Ujazdowski
- Warta Bolesławiecka
- Zamek w Wenecji
- Wieliczka, województwo małopolskie – Zamek Żupny
- Wielka Wieś – Zamek Trzewlin, województwo małopolskie
- Wiewiórka, województwo podkarpackie
- Wleń
- Wojnowice
- Wojsławice
- Wrocław, zamek na Ostrowie Tumskim
- Wrocław, zamek w Leśnicy
- Wytrzyszczka

## Z

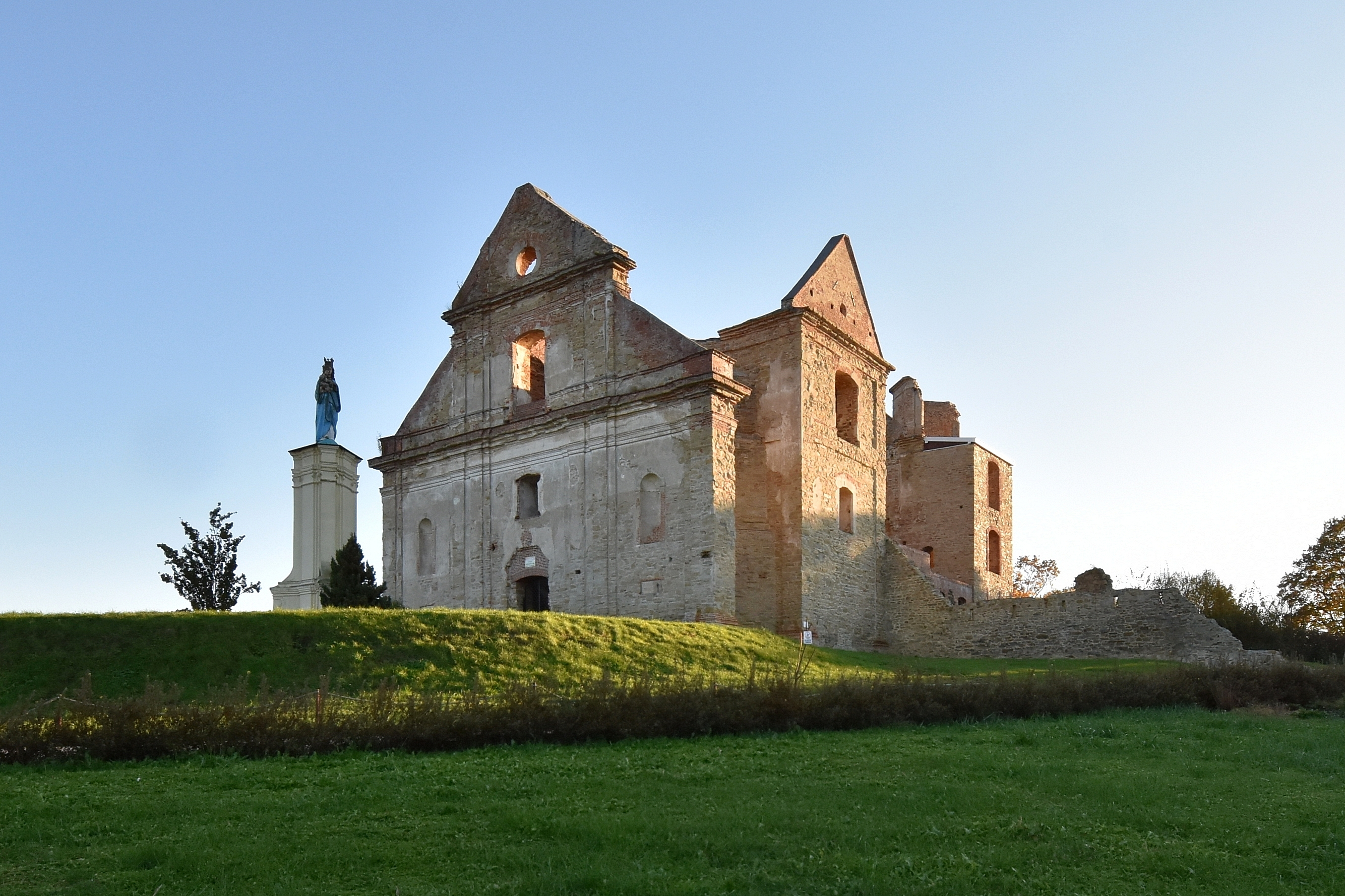
Zagórz

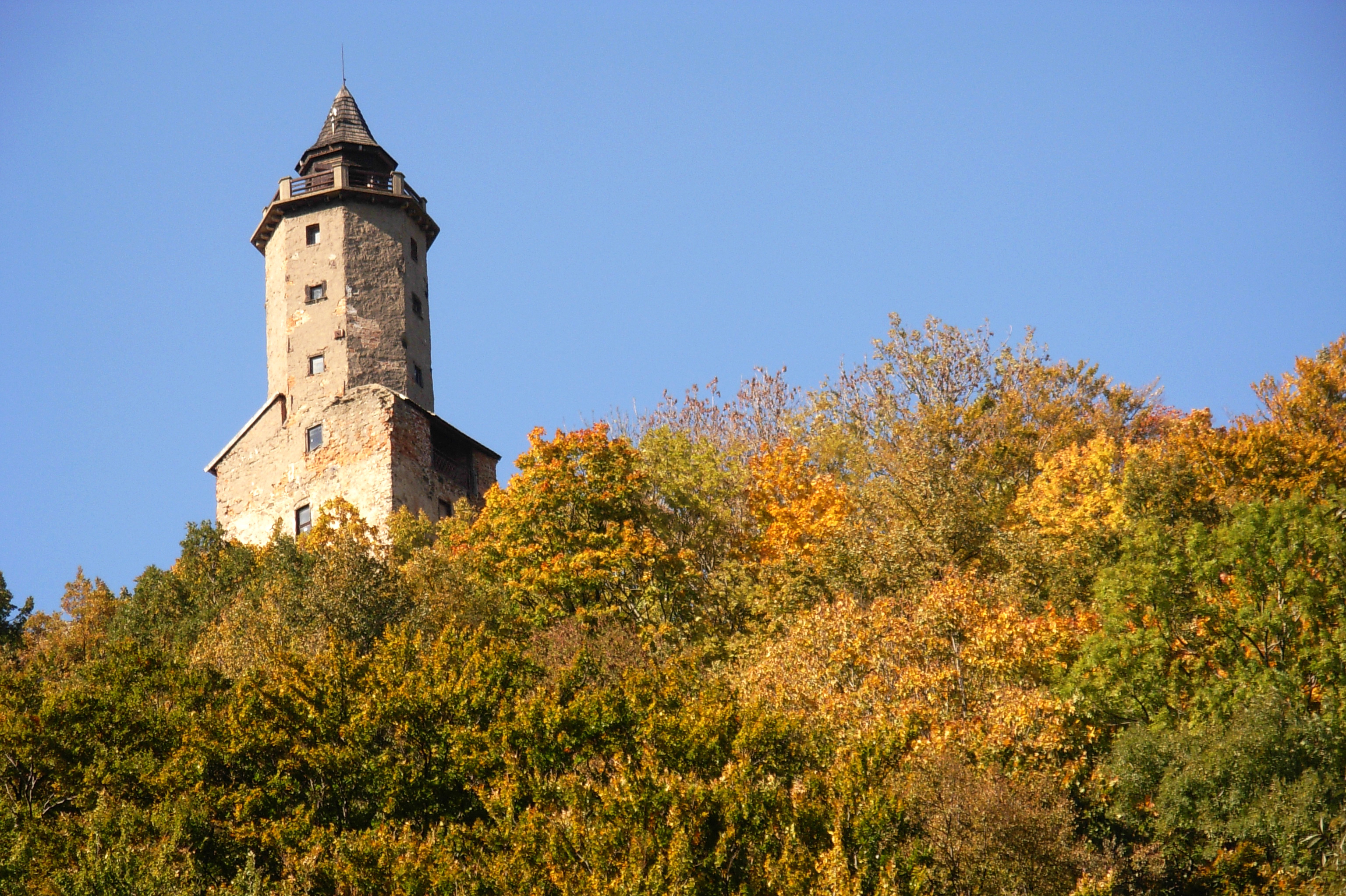
Zagórze Śląskie

- Zabrzeż – Zamek w Zabrzeży, województwo małopolskie
- Zamek Bierzgłowski
- Zagórz
- Zagórze Śląskie
- Ząbkowice Śląskie
- Załuż
- Zamość – Twierdza Zamość, województwo lubelskie
- Zgórsko-Podborze, województwo podkarpackie
- Złotoria, województwo kujawsko-pomorskie

## Ż
- Żagań
- Żmigród
- Żywiec, „Stary zamek”; Żywiec, „Nowy zamek”; Żywiec, „Zamek na wzgórzu Grojec”

## Wybrane dawne polskie zamki i twierdze naKresach Wschodnich

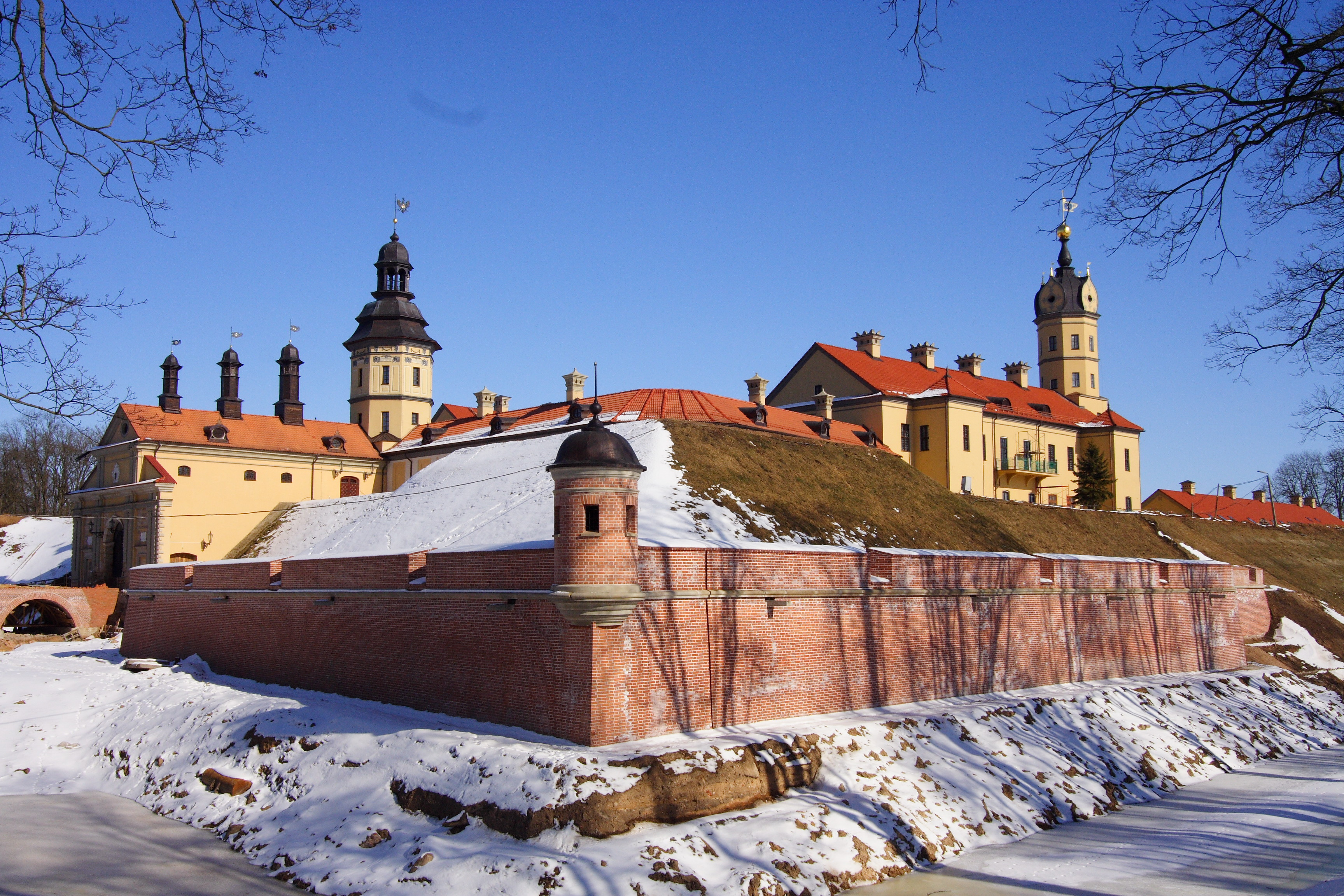
Zamek w Nieświeżu

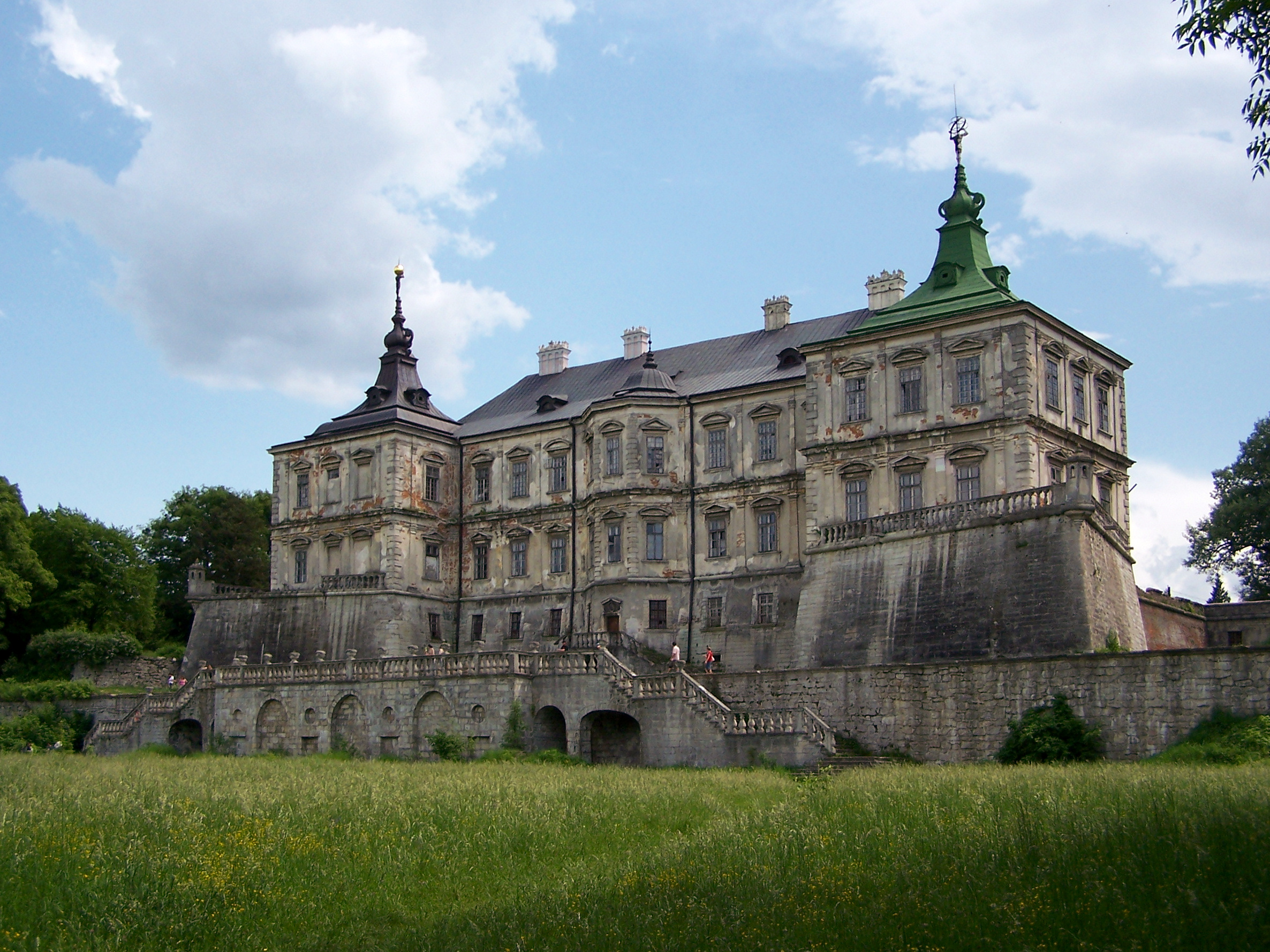
Zamek w Podhorcach

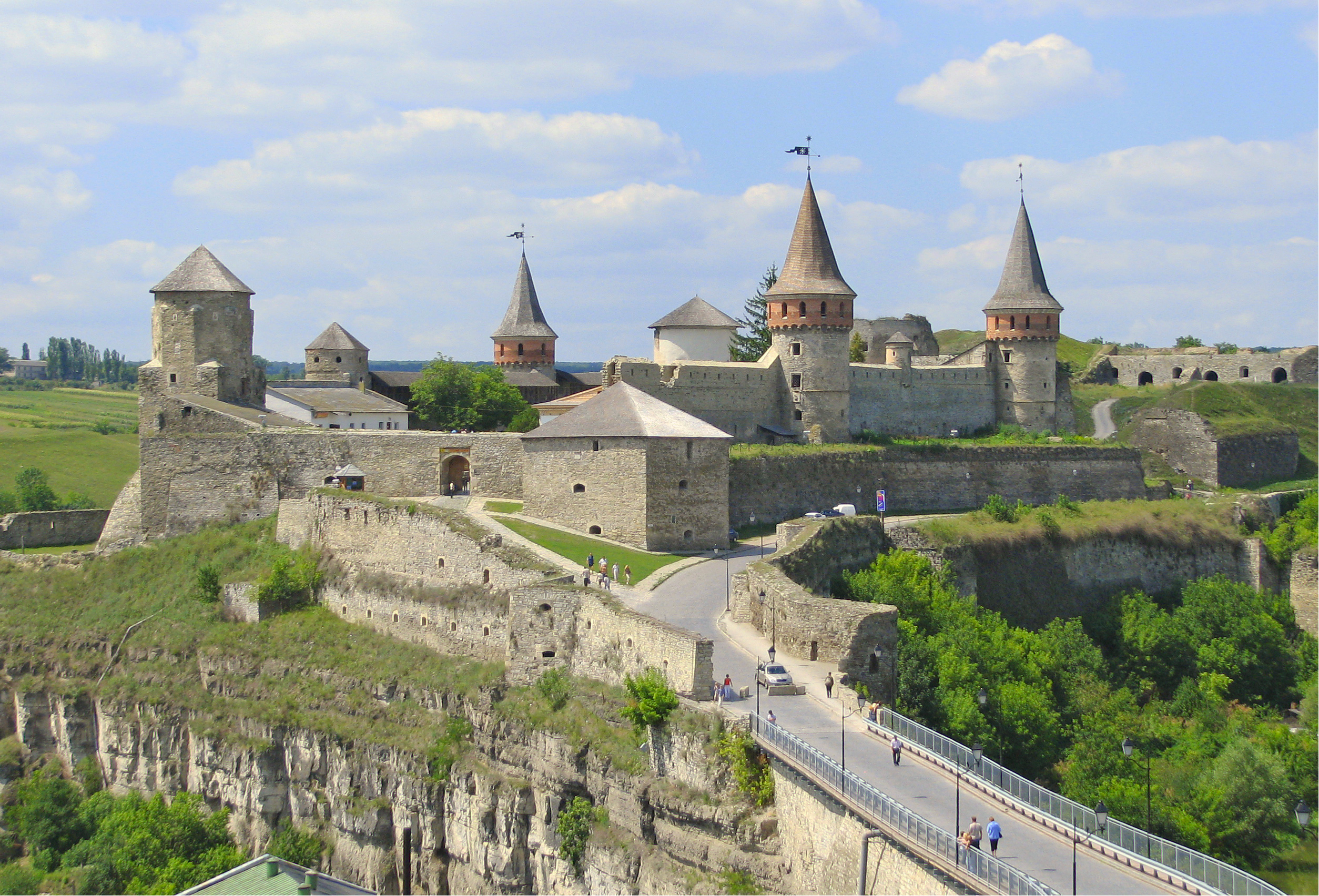
Twierdza w Kamieńcu Podolskim

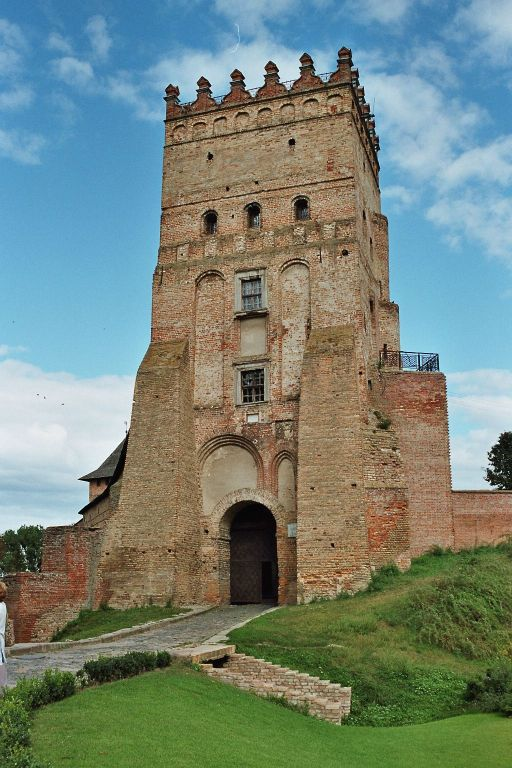
Zamek w Łucku

- Baszta Kamieniecka
- Zamek w Białej Cerkwi
- Zamek w Bracławiu
- Zamek w Chocimiu
- Zamek w Czerkasach
- Czerwony Dwór
- Zamek w Czortkowie
- Zamek w Gieranionach
- Zamek Giełgudów
- Nowy Zamek w Grodnie
- Stary Zamek w Grodnie
- Zamek w Kaniowie
- Zamek w Kijowie
- Zamek w Krewie
- Zamek w Lidzie
- Wysoki Zamek we Lwowie
- Zamek w Mirze
- Zamek w Mińsku
- Zamek w Nieświeżu
- Niski Zamek we Lwowie
- Zamek w Nowogródku
- Okopy Świętej Trójcy
- Zamek w Olesku
- Zamek w Ostrogu
- Zamek w Owruczu
- Zamek w Podhorcach
- Zamek Rakowiec
- Zamek w Czernelicy
- Zamek w Tokach
- Zamek w Trokach
- Twierdza w Kamieńcu Podolskim
- Zamek Herburt koło Dobromila
- Zamek w Brześciu
- Zamek w Dryssie
- Zamek w Dubnie
- Zamek w Homlu
- Zamek w Krzemieńcu
- Zamek w Żółkwi
- Zamek w Zasławiu
- Zamek w Zbarażu
- Zamek w Złoczowie
- Zamek w Łucku
- Zamek w Żytomierzu